# Llista d'asteroides (263001-264000)
Llista d'asteroides del 263.001 al 264.000, amb data de descoberta i descobridor. És un fragment de la llista d'asteroides completa. Als asteroides se'ls dona un número quan es confirma la seva òrbita, per tant apareixen llistats aproximadament segons la data de descobriment.

## 263001-263100
| Nom    | Designació provisional | Data de descobriment   | Lloc de descobriment | Descobridor/s        |
| ------ | ---------------------- | ---------------------- | -------------------- | -------------------- |
| 263001 | 2007 ES115             | 13 de març de 2007     | Mount Lemmon         | Mt. Lemmon Survey    |
| 263002 | 2007 EL116             | 13 de març de 2007     | Mount Lemmon         | Mt. Lemmon Survey    |
| 263003 | 2007 ER126             | 9 de març de 2007      | Mount Lemmon         | Mt. Lemmon Survey    |
| 263004 | 2007 EX128             | 9 de març de 2007      | Mount Lemmon         | Mt. Lemmon Survey    |
| 263005 | 2007 EP129             | 9 de març de 2007      | Mount Lemmon         | Mt. Lemmon Survey    |
| 263006 | 2007 EM131             | 9 de març de 2007      | Mount Lemmon         | Mt. Lemmon Survey    |
| 263007 | 2007 EA140             | 12 de març de 2007     | Kitt Peak            | Spacewatch           |
| 263008 | 2007 EU152             | 12 de març de 2007     | Mount Lemmon         | Mt. Lemmon Survey    |
| 263009 | 2007 EX152             | 12 de març de 2007     | Mount Lemmon         | Mt. Lemmon Survey    |
| 263010 | 2007 EH153             | 12 de març de 2007     | Mount Lemmon         | Mt. Lemmon Survey    |
| 263011 | 2007 ET163             | 15 de març de 2007     | Kitt Peak            | Spacewatch           |
| 263012 | 2007 ES166             | 11 de març de 2007     | Mount Lemmon         | Mt. Lemmon Survey    |
| 263013 | 2007 EF167             | 12 de març de 2007     | Kitt Peak            | Spacewatch           |
| 263014 | 2007 ED170             | 14 de març de 2007     | Socorro              | LINEAR               |
| 263015 | 2007 EM171             | 11 de març de 2007     | Mount Lemmon         | Mt. Lemmon Survey    |
| 263016 | 2007 ET182             | 14 de març de 2007     | Kitt Peak            | Spacewatch           |
| 263017 | 2007 EA192             | 13 de març de 2007     | Kitt Peak            | Spacewatch           |
| 263018 | 2007 EP196             | 15 de març de 2007     | Kitt Peak            | Spacewatch           |
| 263019 | 2007 EU199             | 9 de març de 2007      | Kitt Peak            | Spacewatch           |
| 263020 | 2007 EL200             | 12 de març de 2007     | Catalina             | CSS                  |
| 263021 | 2007 EW202             | 10 de març de 2007     | Palomar              | NEAT                 |
| 263022 | 2007 EV206             | 13 de març de 2007     | Kitt Peak            | Spacewatch           |
| 263023 | 2007 EF210             | 8 de març de 2007      | Palomar              | NEAT                 |
| 263024 | 2007 EB211             | 8 de març de 2007      | Palomar              | NEAT                 |
| 263025 | 2007 ES213             | 9 de març de 2007      | Mount Lemmon         | Mt. Lemmon Survey    |
| 263026 | 2007 ED214             | 13 de març de 2007     | Mount Lemmon         | Mt. Lemmon Survey    |
| 263027 | 2007 EM220             | 14 de març de 2007     | Mount Lemmon         | Mt. Lemmon Survey    |
| 263028 | 2007 EH221             | 14 de març de 2007     | Mount Lemmon         | Mt. Lemmon Survey    |
| 263029 | 2007 EZ223             | 13 de març de 2007     | Kitt Peak            | Spacewatch           |
| 263030 | 2007 FB21              | 20 de març de 2007     | Kitt Peak            | Spacewatch           |
| 263031 | 2007 FV22              | 20 de març de 2007     | Kitt Peak            | Spacewatch           |
| 263032 | 2007 FE42              | 26 de març de 2007     | Mount Lemmon         | Mt. Lemmon Survey    |
| 263033 | 2007 FV43              | 25 de març de 2007     | Mount Lemmon         | Mt. Lemmon Survey    |
| 263034 | 2007 FK45              | 26 de març de 2007     | Mount Lemmon         | Mt. Lemmon Survey    |
| 263035 | 2007 GF4               | 12 d'abril de 2007     | Crni Vrh             | Crni Vrh             |
| 263036 | 2007 GT6               | 7 d'abril de 2007      | Mount Lemmon         | Mt. Lemmon Survey    |
| 263037 | 2007 GO30              | 14 d'abril de 2007     | Mount Lemmon         | Mt. Lemmon Survey    |
| 263038 | 2007 GL31              | 15 d'abril de 2007     | Kitt Peak            | Spacewatch           |
| 263039 | 2007 GT41              | 14 d'abril de 2007     | Kitt Peak            | Spacewatch           |
| 263040 | 2007 GY42              | 14 d'abril de 2007     | Kitt Peak            | Spacewatch           |
| 263041 | 2007 GC47              | 14 d'abril de 2007     | Kitt Peak            | Spacewatch           |
| 263042 | 2007 GV73              | 15 d'abril de 2007     | Catalina             | CSS                  |
| 263043 | 2007 GL74              | 15 d'abril de 2007     | Socorro              | LINEAR               |
| 263044 | 2007 HB5               | 19 d'abril de 2007     | Great Shefford       | P. Birtwhistle       |
| 263045 | 2007 HE7               | 16 d'abril de 2007     | Catalina             | CSS                  |
| 263046 | 2007 HE13              | 16 d'abril de 2007     | Catalina             | CSS                  |
| 263047 | 2007 HZ22              | 18 d'abril de 2007     | Kitt Peak            | Spacewatch           |
| 263048 | 2007 HE23              | 18 d'abril de 2007     | Kitt Peak            | Spacewatch           |
| 263049 | 2007 HM30              | 19 d'abril de 2007     | Mount Lemmon         | Mt. Lemmon Survey    |
| 263050 | 2007 HD48              | 20 d'abril de 2007     | Kitt Peak            | Spacewatch           |
| 263051 | 2007 HV48              | 20 d'abril de 2007     | Kitt Peak            | Spacewatch           |
| 263052 | 2007 HF49              | 20 d'abril de 2007     | Kitt Peak            | Spacewatch           |
| 263053 | 2007 HX49              | 20 d'abril de 2007     | Kitt Peak            | Spacewatch           |
| 263054 | 2007 HE55              | 22 d'abril de 2007     | Kitt Peak            | Spacewatch           |
| 263055 | 2007 HK55              | 22 d'abril de 2007     | Kitt Peak            | Spacewatch           |
| 263056 | 2007 HL58              | 23 d'abril de 2007     | Catalina             | CSS                  |
| 263057 | 2007 HU58              | 23 d'abril de 2007     | Catalina             | CSS                  |
| 263058 | 2007 HW67              | 23 d'abril de 2007     | Kitt Peak            | Spacewatch           |
| 263059 | 2007 HZ67              | 23 d'abril de 2007     | Kitt Peak            | Spacewatch           |
| 263060 | 2007 HM88              | 19 d'abril de 2007     | Kitt Peak            | Spacewatch           |
| 263061 | 2007 HC90              | 18 d'abril de 2007     | Anderson Mesa        | LONEOS               |
| 263062 | 2007 HO95              | 16 d'abril de 2007     | Catalina             | CSS                  |
| 263063 | 2007 HT97              | 22 d'abril de 2007     | Mount Lemmon         | Mt. Lemmon Survey    |
| 263064 | 2007 JA11              | 7 de maig de 2007      | Kitt Peak            | Spacewatch           |
| 263065 | 2007 JX18              | 9 de maig de 2007      | Kitt Peak            | Spacewatch           |
| 263066 | 2007 JW20              | 11 de maig de 2007     | Catalina             | CSS                  |
| 263067 | 2007 JA22              | 10 de maig de 2007     | Kitt Peak            | Spacewatch           |
| 263068 | 2007 JL31              | 12 de maig de 2007     | Mount Lemmon         | Mt. Lemmon Survey    |
| 263069 | 2007 JL32              | 12 de maig de 2007     | Mount Lemmon         | Mt. Lemmon Survey    |
| 263070 | 2007 KY7               | 17 de maig de 2007     | Catalina             | CSS                  |
| 263071 | 2007 KT8               | 17 de maig de 2007     | Catalina             | CSS                  |
| 263072 | 2007 LN4               | 8 de juny de 2007      | Kitt Peak            | Spacewatch           |
| 263073 | 2007 LQ24              | 14 de juny de 2007     | Kitt Peak            | Spacewatch           |
| 263074 | 2007 NA2               | 13 de juliol de 2007   | La Sagra             | La Sagra             |
| 263075 | 2007 OW6               | 22 de juliol de 2007   | La Sagra             | La Sagra             |
| 263076 | 2007 RZ14              | 11 de setembre de 2007 | Remanzacco           | Remanzacco           |
| 263077 | 2007 RE116             | 11 de setembre de 2007 | Kitt Peak            | Spacewatch           |
| 263078 | 2007 RU150             | 8 de setembre de 2007  | Siding Spring        | Siding Spring Survey |
| 263079 | 2007 RU191             | 11 de setembre de 2007 | Kitt Peak            | Spacewatch           |
| 263080 | 2007 RU226             | 10 de setembre de 2007 | Kitt Peak            | Spacewatch           |
| 263081 | 2007 RX233             | 12 de setembre de 2007 | Catalina             | CSS                  |
| 263082 | 2007 RT237             | 14 de setembre de 2007 | Kitt Peak            | Spacewatch           |
| 263083 | 2007 RQ244             | 11 de setembre de 2007 | Kitt Peak            | Spacewatch           |
| 263084 | 2007 RV292             | 12 de setembre de 2007 | Mount Lemmon         | Mt. Lemmon Survey    |
| 263085 | 2007 SS7               | 18 de setembre de 2007 | Kitt Peak            | Spacewatch           |
| 263086 | 2007 SX15              | 30 de setembre de 2007 | Kitt Peak            | Spacewatch           |
| 263087 | 2007 SB20              | 25 de setembre de 2007 | Mount Lemmon         | Mt. Lemmon Survey    |
| 263088 | 2007 TL11              | 6 d'octubre de 2007    | Socorro              | LINEAR               |
| 263089 | 2007 TE39              | 6 d'octubre de 2007    | Kitt Peak            | Spacewatch           |
| 263090 | 2007 TE47              | 4 d'octubre de 2007    | Kitt Peak            | Spacewatch           |
| 263091 | 2007 TH64              | 7 d'octubre de 2007    | Mount Lemmon         | Mt. Lemmon Survey    |
| 263092 | 2007 TB69              | 9 d'octubre de 2007    | Catalina             | CSS                  |
| 263093 | 2007 TG115             | 8 d'octubre de 2007    | Anderson Mesa        | LONEOS               |
| 263094 | 2007 TF128             | 6 d'octubre de 2007    | Kitt Peak            | Spacewatch           |
| 263095 | 2007 TR136             | 8 d'octubre de 2007    | Catalina             | CSS                  |
| 263096 | 2007 TO161             | 11 d'octubre de 2007   | Socorro              | LINEAR               |
| 263097 | 2007 TF213             | 7 d'octubre de 2007    | Kitt Peak            | Spacewatch           |
| 263098 | 2007 TL215             | 7 d'octubre de 2007    | Kitt Peak            | Spacewatch           |
| 263099 | 2007 TO217             | 7 d'octubre de 2007    | Kitt Peak            | Spacewatch           |
| 263100 | 2007 TX229             | 8 d'octubre de 2007    | Kitt Peak            | Spacewatch           |

## 263101-263200
| Nom    | Designació provisional | Data de descobriment   | Lloc de descobriment | Descobridor/s          |
| ------ | ---------------------- | ---------------------- | -------------------- | ---------------------- |
| 263101 | 2007 TO254             | 8 d'octubre de 2007    | Mount Lemmon         | Mt. Lemmon Survey      |
| 263102 | 2007 TZ268             | 9 d'octubre de 2007    | Kitt Peak            | Spacewatch             |
| 263103 | 2007 TD299             | 12 d'octubre de 2007   | Kitt Peak            | Spacewatch             |
| 263104 | 2007 TT299             | 12 d'octubre de 2007   | Kitt Peak            | Spacewatch             |
| 263105 | 2007 TV332             | 11 d'octubre de 2007   | Kitt Peak            | Spacewatch             |
| 263106 | 2007 TY338             | 15 d'octubre de 2007   | Kitt Peak            | Spacewatch             |
| 263107 | 2007 TO366             | 9 d'octubre de 2007    | Kitt Peak            | Spacewatch             |
| 263108 | 2007 TS377             | 11 d'octubre de 2007   | Kitt Peak            | Spacewatch             |
| 263109 | 2007 TP380             | 14 d'octubre de 2007   | Kitt Peak            | Spacewatch             |
| 263110 | 2007 TV381             | 14 d'octubre de 2007   | Kitt Peak            | Spacewatch             |
| 263111 | 2007 TJ383             | 14 d'octubre de 2007   | Kitt Peak            | Spacewatch             |
| 263112 | 2007 TB385             | 14 d'octubre de 2007   | Mount Lemmon         | Mt. Lemmon Survey      |
| 263113 | 2007 TX392             | 15 d'octubre de 2007   | Mount Lemmon         | Mt. Lemmon Survey      |
| 263114 | 2007 UV                | 17 d'octubre de 2007   | Catalina             | CSS                    |
| 263115 | 2007 UB3               | 16 d'octubre de 2007   | 7300                 | W. K. Y. Yeung         |
| 263116 | 2007 UN46              | 20 d'octubre de 2007   | Catalina             | CSS                    |
| 263117 | 2007 UQ47              | 19 d'octubre de 2007   | Anderson Mesa        | LONEOS                 |
| 263118 | 2007 UQ50              | 24 d'octubre de 2007   | Mount Lemmon         | Mt. Lemmon Survey      |
| 263119 | 2007 UR58              | 30 d'octubre de 2007   | Mount Lemmon         | Mt. Lemmon Survey      |
| 263120 | 2007 UN90              | 30 d'octubre de 2007   | Mount Lemmon         | Mt. Lemmon Survey      |
| 263121 | 2007 UU107             | 30 d'octubre de 2007   | Kitt Peak            | Spacewatch             |
| 263122 | 2007 VC6               | 3 de novembre de 2007  | Mount Lemmon         | Mt. Lemmon Survey      |
| 263123 | 2007 VZ43              | 1 de novembre de 2007  | Kitt Peak            | Spacewatch             |
| 263124 | 2007 VP44              | 1 de novembre de 2007  | Kitt Peak            | Spacewatch             |
| 263125 | 2007 VB56              | 1 de novembre de 2007  | Kitt Peak            | Spacewatch             |
| 263126 | 2007 VX63              | 1 de novembre de 2007  | Kitt Peak            | Spacewatch             |
| 263127 | 2007 VG83              | 4 de novembre de 2007  | Mount Lemmon         | Mt. Lemmon Survey      |
| 263128 | 2007 VB84              | 7 de novembre de 2007  | La Sagra             | La Sagra               |
| 263129 | 2007 VJ84              | 5 de novembre de 2007  | Catalina             | CSS                    |
| 263130 | 2007 VB89              | 3 de novembre de 2007  | Socorro              | LINEAR                 |
| 263131 | 2007 VH90              | 4 de novembre de 2007  | Socorro              | LINEAR                 |
| 263132 | 2007 VS90              | 5 de novembre de 2007  | Socorro              | LINEAR                 |
| 263133 | 2007 VY90              | 6 de novembre de 2007  | Socorro              | LINEAR                 |
| 263134 | 2007 VF97              | 1 de novembre de 2007  | Kitt Peak            | Spacewatch             |
| 263135 | 2007 VH121             | 5 de novembre de 2007  | Kitt Peak            | Spacewatch             |
| 263136 | 2007 VH125             | 5 de novembre de 2007  | Purple Mountain      | PMO NEO Survey Program |
| 263137 | 2007 VD145             | 4 de novembre de 2007  | Kitt Peak            | Spacewatch             |
| 263138 | 2007 VF153             | 3 de novembre de 2007  | Kitt Peak            | Spacewatch             |
| 263139 | 2007 VJ170             | 6 de novembre de 2007  | Kitt Peak            | Spacewatch             |
| 263140 | 2007 VS183             | 8 de novembre de 2007  | Mount Lemmon         | Mt. Lemmon Survey      |
| 263141 | 2007 VO191             | 4 de novembre de 2007  | Mount Lemmon         | Mt. Lemmon Survey      |
| 263142 | 2007 VF197             | 7 de novembre de 2007  | Mount Lemmon         | Mt. Lemmon Survey      |
| 263143 | 2007 VO198             | 8 de novembre de 2007  | Mount Lemmon         | Mt. Lemmon Survey      |
| 263144 | 2007 VZ201             | 5 de novembre de 2007  | Kitt Peak            | Spacewatch             |
| 263145 | 2007 VA204             | 9 de novembre de 2007  | Kitt Peak            | Spacewatch             |
| 263146 | 2007 VE207             | 9 de novembre de 2007  | Mount Lemmon         | Mt. Lemmon Survey      |
| 263147 | 2007 VZ216             | 9 de novembre de 2007  | Kitt Peak            | Spacewatch             |
| 263148 | 2007 VN219             | 9 de novembre de 2007  | Kitt Peak            | Spacewatch             |
| 263149 | 2007 VE232             | 7 de novembre de 2007  | Kitt Peak            | Spacewatch             |
| 263150 | 2007 VN239             | 13 de novembre de 2007 | Kitt Peak            | Spacewatch             |
| 263151 | 2007 VJ245             | 14 de novembre de 2007 | Bisei SG Center      | BATTeRS                |
| 263152 | 2007 VZ253             | 14 de novembre de 2007 | Anderson Mesa        | LONEOS                 |
| 263153 | 2007 VW254             | 15 de novembre de 2007 | Mount Lemmon         | Mt. Lemmon Survey      |
| 263154 | 2007 VD260             | 15 de novembre de 2007 | Anderson Mesa        | LONEOS                 |
| 263155 | 2007 VG273             | 12 de novembre de 2007 | Catalina             | CSS                    |
| 263156 | 2007 VV275             | 13 de novembre de 2007 | Kitt Peak            | Spacewatch             |
| 263157 | 2007 VL280             | 14 de novembre de 2007 | Kitt Peak            | Spacewatch             |
| 263158 | 2007 VF286             | 14 de novembre de 2007 | Kitt Peak            | Spacewatch             |
| 263159 | 2007 VZ300             | 15 de novembre de 2007 | Anderson Mesa        | LONEOS                 |
| 263160 | 2007 VD303             | 3 de novembre de 2007  | Catalina             | CSS                    |
| 263161 | 2007 VQ305             | 3 de novembre de 2007  | Mount Lemmon         | Mt. Lemmon Survey      |
| 263162 | 2007 VS306             | 1 de novembre de 2007  | Kitt Peak            | Spacewatch             |
| 263163 | 2007 VQ309             | 2 de novembre de 2007  | Mount Lemmon         | Mt. Lemmon Survey      |
| 263164 | 2007 VW309             | 4 de novembre de 2007  | Mount Lemmon         | Mt. Lemmon Survey      |
| 263165 | 2007 VN311             | 11 de novembre de 2007 | Mount Lemmon         | Mt. Lemmon Survey      |
| 263166 | 2007 VP311             | 12 de novembre de 2007 | Mount Lemmon         | Mt. Lemmon Survey      |
| 263167 | 2007 VV313             | 11 de novembre de 2007 | Mount Lemmon         | Mt. Lemmon Survey      |
| 263168 | 2007 VW313             | 13 de novembre de 2007 | Mount Lemmon         | Mt. Lemmon Survey      |
| 263169 | 2007 WW20              | 18 de novembre de 2007 | Mount Lemmon         | Mt. Lemmon Survey      |
| 263170 | 2007 WX20              | 18 de novembre de 2007 | Mount Lemmon         | Mt. Lemmon Survey      |
| 263171 | 2007 WY20              | 18 de novembre de 2007 | Mount Lemmon         | Mt. Lemmon Survey      |
| 263172 | 2007 WN52              | 20 de novembre de 2007 | Mount Lemmon         | Mt. Lemmon Survey      |
| 263173 | 2007 WA54              | 18 de novembre de 2007 | Mount Lemmon         | Mt. Lemmon Survey      |
| 263174 | 2007 XA                | 1 de desembre de 2007  | Bisei SG Center      | BATTeRS                |
| 263175 | 2007 XO4               | 3 de desembre de 2007  | Catalina             | CSS                    |
| 263176 | 2007 XO16              | 3 de desembre de 2007  | Kitt Peak            | Spacewatch             |
| 263177 | 2007 XW25              | 15 de desembre de 2007 | Dauban               | Chante-Perdrix         |
| 263178 | 2007 XE30              | 15 de desembre de 2007 | Catalina             | CSS                    |
| 263179 | 2007 XP33              | 10 de desembre de 2007 | Socorro              | LINEAR                 |
| 263180 | 2007 XG38              | 13 de desembre de 2007 | Socorro              | LINEAR                 |
| 263181 | 2007 XV51              | 5 de desembre de 2007  | Kitt Peak            | Spacewatch             |
| 263182 | 2007 XB52              | 5 de desembre de 2007  | Kitt Peak            | Spacewatch             |
| 263183 | 2007 XK54              | 5 de desembre de 2007  | Kitt Peak            | Spacewatch             |
| 263184 | 2007 YM2               | 16 de desembre de 2007 | Great Shefford       | P. Birtwhistle         |
| 263185 | 2007 YO12              | 17 de desembre de 2007 | Mount Lemmon         | Mt. Lemmon Survey      |
| 263186 | 2007 YK14              | 17 de desembre de 2007 | Mount Lemmon         | Mt. Lemmon Survey      |
| 263187 | 2007 YH23              | 16 de desembre de 2007 | Mount Lemmon         | Mt. Lemmon Survey      |
| 263188 | 2007 YP32              | 28 de desembre de 2007 | Kitt Peak            | Spacewatch             |
| 263189 | 2007 YW38              | 30 de desembre de 2007 | Mount Lemmon         | Mt. Lemmon Survey      |
| 263190 | 2007 YT41              | 30 de desembre de 2007 | Kitt Peak            | Spacewatch             |
| 263191 | 2007 YT42              | 30 de desembre de 2007 | Catalina             | CSS                    |
| 263192 | 2007 YM43              | 30 de desembre de 2007 | Kitt Peak            | Spacewatch             |
| 263193 | 2007 YE46              | 30 de desembre de 2007 | Kitt Peak            | Spacewatch             |
| 263194 | 2007 YN48              | 28 de desembre de 2007 | Kitt Peak            | Spacewatch             |
| 263195 | 2007 YR50              | 28 de desembre de 2007 | Kitt Peak            | Spacewatch             |
| 263196 | 2007 YC55              | 31 de desembre de 2007 | Kitt Peak            | Spacewatch             |
| 263197 | 2007 YD57              | 30 de desembre de 2007 | Kitt Peak            | Spacewatch             |
| 263198 | 2007 YX60              | 31 de desembre de 2007 | Catalina             | CSS                    |
| 263199 | 2007 YB64              | 30 de desembre de 2007 | Kitt Peak            | Spacewatch             |
| 263200 | 2008 AO                | 1 de gener de 2008     | Kitt Peak            | Spacewatch             |

## 263201-263300
| Nom              | Designació provisional | Data de descobriment | Lloc de descobriment | Descobridor/s               |
| ---------------- | ---------------------- | -------------------- | -------------------- | --------------------------- |
| 263201           | 2008 AU1               | 8 de gener de 2008   | Dauban               | F. Kugel                    |
| 263202           | 2008 AN3               | 9 de gener de 2008   | Vail-Jarnac          | Jarnac                      |
| 263203           | 2008 AP3               | 5 de gener de 2008   | Mayhill              | A. Lowe                     |
| 263204           | 2008 AJ6               | 10 de gener de 2008  | Mount Lemmon         | Mt. Lemmon Survey           |
| 263205           | 2008 AQ14              | 10 de gener de 2008  | Kitt Peak            | Spacewatch                  |
| 263206           | 2008 AS19              | 10 de gener de 2008  | Mount Lemmon         | Mt. Lemmon Survey           |
| 263207           | 2008 AJ24              | 10 de gener de 2008  | Mount Lemmon         | Mt. Lemmon Survey           |
| 263208           | 2008 AV24              | 10 de gener de 2008  | Mount Lemmon         | Mt. Lemmon Survey           |
| 263209           | 2008 AH25              | 10 de gener de 2008  | Mount Lemmon         | Mt. Lemmon Survey           |
| 263210           | 2008 AN26              | 10 de gener de 2008  | Catalina             | CSS                         |
| 263211           | 2008 AP26              | 10 de gener de 2008  | Catalina             | CSS                         |
| 263212           | 2008 AU27              | 10 de gener de 2008  | Mount Lemmon         | Mt. Lemmon Survey           |
| 263213           | 2008 AX27              | 10 de gener de 2008  | Mount Lemmon         | Mt. Lemmon Survey           |
| 263214           | 2008 AP30              | 11 de gener de 2008  | Desert Eagle         | W. K. Y. Yeung              |
| 263215           | 2008 AE32              | 11 de gener de 2008  | Kitt Peak            | Spacewatch                  |
| 263216           | 2008 AC34              | 10 de gener de 2008  | Kitt Peak            | Spacewatch                  |
| 263217           | 2008 AF36              | 10 de gener de 2008  | Kitt Peak            | Spacewatch                  |
| 263218           | 2008 AT36              | 10 de gener de 2008  | Catalina             | CSS                         |
| 263219           | 2008 AL37              | 10 de gener de 2008  | Kitt Peak            | Spacewatch                  |
| 263220           | 2008 AV40              | 10 de gener de 2008  | Mount Lemmon         | Mt. Lemmon Survey           |
| 263221           | 2008 AJ44              | 10 de gener de 2008  | Kitt Peak            | Spacewatch                  |
| 263222           | 2008 AA45              | 10 de gener de 2008  | Catalina             | CSS                         |
| 263223           | 2008 AF45              | 10 de gener de 2008  | Lulin                | LUSS                        |
| 263224           | 2008 AQ45              | 11 de gener de 2008  | Kitt Peak            | Spacewatch                  |
| 263225           | 2008 AX51              | 11 de gener de 2008  | Kitt Peak            | Spacewatch                  |
| 263226           | 2008 AZ52              | 11 de gener de 2008  | Kitt Peak            | Spacewatch                  |
| 263227           | 2008 AK58              | 11 de gener de 2008  | Kitt Peak            | Spacewatch                  |
| 263228           | 2008 AN60              | 11 de gener de 2008  | Kitt Peak            | Spacewatch                  |
| 263229           | 2008 AP62              | 11 de gener de 2008  | Mount Lemmon         | Mt. Lemmon Survey           |
| 263230           | 2008 AY65              | 11 de gener de 2008  | Kitt Peak            | Spacewatch                  |
| 263231           | 2008 AA67              | 11 de gener de 2008  | Kitt Peak            | Spacewatch                  |
| 263232           | 2008 AF69              | 11 de gener de 2008  | Kitt Peak            | Spacewatch                  |
| 263233           | 2008 AJ69              | 11 de gener de 2008  | Kitt Peak            | Spacewatch                  |
| 263234           | 2008 AP69              | 11 de gener de 2008  | Kitt Peak            | Spacewatch                  |
| 263235           | 2008 AQ69              | 11 de gener de 2008  | Kitt Peak            | Spacewatch                  |
| 263236           | 2008 AG77              | 12 de gener de 2008  | Kitt Peak            | Spacewatch                  |
| 263237           | 2008 AT77              | 12 de gener de 2008  | Kitt Peak            | Spacewatch                  |
| 263238           | 2008 AZ79              | 12 de gener de 2008  | Kitt Peak            | Spacewatch                  |
| 263239           | 2008 AY83              | 15 de gener de 2008  | Mount Lemmon         | Mt. Lemmon Survey           |
| 263240           | 2008 AA101             | 14 de gener de 2008  | Kitt Peak            | Spacewatch                  |
| 263241           | 2008 AT102             | 13 de gener de 2008  | Kitt Peak            | Spacewatch                  |
| 263242           | 2008 AA106             | 15 de gener de 2008  | Mount Lemmon         | Mt. Lemmon Survey           |
| 263243           | 2008 AP107             | 15 de gener de 2008  | Kitt Peak            | Spacewatch                  |
| 263244           | 2008 AE108             | 15 de gener de 2008  | Kitt Peak            | Spacewatch                  |
| 263245           | 2008 AW111             | 15 de gener de 2008  | Kitt Peak            | Spacewatch                  |
| 263246           | 2008 AV113             | 3 de gener de 2008   | Lulin                | LUSS                        |
| 263247           | 2008 AK114             | 10 de gener de 2008  | Mount Lemmon         | Mt. Lemmon Survey           |
| 263248           | 2008 AN115             | 10 de gener de 2008  | Mount Lemmon         | Mt. Lemmon Survey           |
| 263249           | 2008 AW115             | 11 de gener de 2008  | Mount Lemmon         | Mt. Lemmon Survey           |
| 263250           | 2008 AO116             | 11 de gener de 2008  | Kitt Peak            | Spacewatch                  |
| 263251 Pandabear | 2008 AA119             | 6 de gener de 2008   | Mauna Kea            | P. A. Wiegert, A. Papadimos |
| 263252           | 2008 BL2               | 19 de gener de 2008  | Pla D'Arguines       | R. Ferrando                 |
| 263253           | 2008 BE10              | 16 de gener de 2008  | Kitt Peak            | Spacewatch                  |
| 263254           | 2008 BK13              | 19 de gener de 2008  | Mount Lemmon         | Mt. Lemmon Survey           |
| 263255           | 2008 BN14              | 25 de gener de 2008  | La Canada            | La Canada                   |
| 263256           | 2008 BB15              | 27 de gener de 2008  | Eskridge             | G. Hug                      |
| 263257           | 2008 BV15              | 28 de gener de 2008  | Lulin                | LUSS                        |
| 263258           | 2008 BF16              | 28 de gener de 2008  | Lulin                | LUSS                        |
| 263259           | 2008 BH17              | 30 de gener de 2008  | Catalina             | CSS                         |
| 263260           | 2008 BX17              | 30 de gener de 2008  | Catalina             | CSS                         |
| 263261           | 2008 BG19              | 30 de gener de 2008  | Kitt Peak            | Spacewatch                  |
| 263262           | 2008 BJ19              | 30 de gener de 2008  | Kitt Peak            | Spacewatch                  |
| 263263           | 2008 BW20              | 30 de gener de 2008  | Mount Lemmon         | Mt. Lemmon Survey           |
| 263264           | 2008 BM22              | 31 de gener de 2008  | Mount Lemmon         | Mt. Lemmon Survey           |
| 263265           | 2008 BP22              | 31 de gener de 2008  | Mount Lemmon         | Mt. Lemmon Survey           |
| 263266           | 2008 BM23              | 31 de gener de 2008  | Mount Lemmon         | Mt. Lemmon Survey           |
| 263267           | 2008 BH24              | 30 de gener de 2008  | Kitt Peak            | Spacewatch                  |
| 263268           | 2008 BW24              | 28 de gener de 2008  | Lulin                | LUSS                        |
| 263269           | 2008 BK25              | 30 de gener de 2008  | Mount Lemmon         | Mt. Lemmon Survey           |
| 263270           | 2008 BP25              | 30 de gener de 2008  | Mount Lemmon         | Mt. Lemmon Survey           |
| 263271           | 2008 BT25              | 30 de gener de 2008  | Catalina             | CSS                         |
| 263272           | 2008 BV25              | 30 de gener de 2008  | Catalina             | CSS                         |
| 263273           | 2008 BW29              | 30 de gener de 2008  | Catalina             | CSS                         |
| 263274           | 2008 BL30              | 30 de gener de 2008  | Mount Lemmon         | Mt. Lemmon Survey           |
| 263275           | 2008 BN31              | 30 de gener de 2008  | Mount Lemmon         | Mt. Lemmon Survey           |
| 263276           | 2008 BV31              | 30 de gener de 2008  | Mount Lemmon         | Mt. Lemmon Survey           |
| 263277           | 2008 BB33              | 30 de gener de 2008  | Kitt Peak            | Spacewatch                  |
| 263278           | 2008 BK33              | 30 de gener de 2008  | Kitt Peak            | Spacewatch                  |
| 263279           | 2008 BR33              | 30 de gener de 2008  | Kitt Peak            | Spacewatch                  |
| 263280           | 2008 BA34              | 30 de gener de 2008  | Kitt Peak            | Spacewatch                  |
| 263281           | 2008 BJ34              | 30 de gener de 2008  | Kitt Peak            | Spacewatch                  |
| 263282           | 2008 BU35              | 30 de gener de 2008  | Kitt Peak            | Spacewatch                  |
| 263283           | 2008 BH36              | 30 de gener de 2008  | Kitt Peak            | Spacewatch                  |
| 263284           | 2008 BP37              | 31 de gener de 2008  | Catalina             | CSS                         |
| 263285           | 2008 BL38              | 31 de gener de 2008  | Mount Lemmon         | Mt. Lemmon Survey           |
| 263286           | 2008 BD39              | 30 de gener de 2008  | Catalina             | CSS                         |
| 263287           | 2008 BN42              | 31 de gener de 2008  | Catalina             | CSS                         |
| 263288           | 2008 BZ46              | 31 de gener de 2008  | Mount Lemmon         | Mt. Lemmon Survey           |
| 263289           | 2008 BP47              | 30 de gener de 2008  | Mount Lemmon         | Mt. Lemmon Survey           |
| 263290           | 2008 BT50              | 19 de gener de 2008  | Kitt Peak            | Spacewatch                  |
| 263291           | 2008 CW3               | 2 de febrer de 2008  | Mount Lemmon         | Mt. Lemmon Survey           |
| 263292           | 2008 CJ4               | 2 de febrer de 2008  | Mount Lemmon         | Mt. Lemmon Survey           |
| 263293           | 2008 CR4               | 2 de febrer de 2008  | Mount Lemmon         | Mt. Lemmon Survey           |
| 263294           | 2008 CQ5               | 6 de febrer de 2008  | Socorro              | LINEAR                      |
| 263295           | 2008 CK10              | 2 de febrer de 2008  | Kitt Peak            | Spacewatch                  |
| 263296           | 2008 CM11              | 3 de febrer de 2008  | Kitt Peak            | Spacewatch                  |
| 263297           | 2008 CU11              | 3 de febrer de 2008  | Kitt Peak            | Spacewatch                  |
| 263298           | 2008 CZ11              | 3 de febrer de 2008  | Kitt Peak            | Spacewatch                  |
| 263299           | 2008 CV17              | 3 de febrer de 2008  | Kitt Peak            | Spacewatch                  |
| 263300           | 2008 CX17              | 3 de febrer de 2008  | Kitt Peak            | Spacewatch                  |

## 263301-263400
| Nom    | Designació provisional | Data de descobriment | Lloc de descobriment | Descobridor/s       |
| ------ | ---------------------- | -------------------- | -------------------- | ------------------- |
| 263301 | 2008 CZ17              | 3 de febrer de 2008  | Kitt Peak            | Spacewatch          |
| 263302 | 2008 CO18              | 3 de febrer de 2008  | Kitt Peak            | Spacewatch          |
| 263303 | 2008 CS18              | 3 de febrer de 2008  | Kitt Peak            | Spacewatch          |
| 263304 | 2008 CG20              | 6 de febrer de 2008  | Catalina             | CSS                 |
| 263305 | 2008 CG23              | 1 de febrer de 2008  | Kitt Peak            | Spacewatch          |
| 263306 | 2008 CH25              | 1 de febrer de 2008  | Kitt Peak            | Spacewatch          |
| 263307 | 2008 CN25              | 1 de febrer de 2008  | Kitt Peak            | Spacewatch          |
| 263308 | 2008 CQ25              | 1 de febrer de 2008  | Kitt Peak            | Spacewatch          |
| 263309 | 2008 CU27              | 2 de febrer de 2008  | Kitt Peak            | Spacewatch          |
| 263310 | 2008 CL30              | 2 de febrer de 2008  | Kitt Peak            | Spacewatch          |
| 263311 | 2008 CX31              | 2 de febrer de 2008  | Kitt Peak            | Spacewatch          |
| 263312 | 2008 CR34              | 2 de febrer de 2008  | Kitt Peak            | Spacewatch          |
| 263313 | 2008 CD36              | 2 de febrer de 2008  | Kitt Peak            | Spacewatch          |
| 263314 | 2008 CG38              | 2 de febrer de 2008  | Mount Lemmon         | Mt. Lemmon Survey   |
| 263315 | 2008 CQ39              | 2 de febrer de 2008  | Mount Lemmon         | Mt. Lemmon Survey   |
| 263316 | 2008 CZ39              | 2 de febrer de 2008  | Mount Lemmon         | Mt. Lemmon Survey   |
| 263317 | 2008 CB42              | 2 de febrer de 2008  | Kitt Peak            | Spacewatch          |
| 263318 | 2008 CE43              | 2 de febrer de 2008  | Kitt Peak            | Spacewatch          |
| 263319 | 2008 CT43              | 2 de febrer de 2008  | Kitt Peak            | Spacewatch          |
| 263320 | 2008 CV44              | 2 de febrer de 2008  | Kitt Peak            | Spacewatch          |
| 263321 | 2008 CV45              | 2 de febrer de 2008  | Catalina             | CSS                 |
| 263322 | 2008 CV47              | 3 de febrer de 2008  | Kitt Peak            | Spacewatch          |
| 263323 | 2008 CN49              | 6 de febrer de 2008  | Kitt Peak            | Spacewatch          |
| 263324 | 2008 CK50              | 6 de febrer de 2008  | Catalina             | CSS                 |
| 263325 | 2008 CD51              | 7 de febrer de 2008  | Kitt Peak            | Spacewatch          |
| 263326 | 2008 CT51              | 7 de febrer de 2008  | Kitt Peak            | Spacewatch          |
| 263327 | 2008 CX55              | 7 de febrer de 2008  | Kitt Peak            | Spacewatch          |
| 263328 | 2008 CU61              | 7 de febrer de 2008  | Kitt Peak            | Spacewatch          |
| 263329 | 2008 CZ65              | 8 de febrer de 2008  | Mount Lemmon         | Mt. Lemmon Survey   |
| 263330 | 2008 CZ67              | 8 de febrer de 2008  | Mount Lemmon         | Mt. Lemmon Survey   |
| 263331 | 2008 CY71              | 9 de febrer de 2008  | Socorro              | LINEAR              |
| 263332 | 2008 CS73              | 6 de febrer de 2008  | Catalina             | CSS                 |
| 263333 | 2008 CA74              | 8 de febrer de 2008  | Kitt Peak            | Spacewatch          |
| 263334 | 2008 CJ77              | 6 de febrer de 2008  | Catalina             | CSS                 |
| 263335 | 2008 CW77              | 6 de febrer de 2008  | Kitt Peak            | Spacewatch          |
| 263336 | 2008 CC83              | 7 de febrer de 2008  | Kitt Peak            | Spacewatch          |
| 263337 | 2008 CG85              | 7 de febrer de 2008  | Kitt Peak            | Spacewatch          |
| 263338 | 2008 CG86              | 7 de febrer de 2008  | Mount Lemmon         | Mt. Lemmon Survey   |
| 263339 | 2008 CK86              | 7 de febrer de 2008  | Mount Lemmon         | Mt. Lemmon Survey   |
| 263340 | 2008 CA88              | 7 de febrer de 2008  | Mount Lemmon         | Mt. Lemmon Survey   |
| 263341 | 2008 CH89              | 7 de febrer de 2008  | Kitt Peak            | Spacewatch          |
| 263342 | 2008 CQ91              | 8 de febrer de 2008  | Kitt Peak            | Spacewatch          |
| 263343 | 2008 CW97              | 9 de febrer de 2008  | Kitt Peak            | Spacewatch          |
| 263344 | 2008 CM99              | 9 de febrer de 2008  | Kitt Peak            | Spacewatch          |
| 263345 | 2008 CP108             | 9 de febrer de 2008  | Catalina             | CSS                 |
| 263346 | 2008 CW109             | 9 de febrer de 2008  | Kitt Peak            | Spacewatch          |
| 263347 | 2008 CS110             | 10 de febrer de 2008 | Kitt Peak            | Spacewatch          |
| 263348 | 2008 CR115             | 10 de febrer de 2008 | Mount Lemmon         | Mt. Lemmon Survey   |
| 263349 | 2008 CN117             | 11 de febrer de 2008 | Andrushivka          | Andrushivka         |
| 263350 | 2008 CN121             | 7 de febrer de 2008  | Kitt Peak            | Spacewatch          |
| 263351 | 2008 CU131             | 8 de febrer de 2008  | Kitt Peak            | Spacewatch          |
| 263352 | 2008 CV131             | 8 de febrer de 2008  | Kitt Peak            | Spacewatch          |
| 263353 | 2008 CE133             | 8 de febrer de 2008  | Kitt Peak            | Spacewatch          |
| 263354 | 2008 CZ135             | 8 de febrer de 2008  | Kitt Peak            | Spacewatch          |
| 263355 | 2008 CG140             | 8 de febrer de 2008  | Kitt Peak            | Spacewatch          |
| 263356 | 2008 CQ142             | 8 de febrer de 2008  | Kitt Peak            | Spacewatch          |
| 263357 | 2008 CR142             | 8 de febrer de 2008  | Kitt Peak            | Spacewatch          |
| 263358 | 2008 CX142             | 8 de febrer de 2008  | Kitt Peak            | Spacewatch          |
| 263359 | 2008 CB146             | 9 de febrer de 2008  | Kitt Peak            | Spacewatch          |
| 263360 | 2008 CK147             | 9 de febrer de 2008  | Kitt Peak            | Spacewatch          |
| 263361 | 2008 CU152             | 9 de febrer de 2008  | Catalina             | CSS                 |
| 263362 | 2008 CC155             | 9 de febrer de 2008  | Mount Lemmon         | Mt. Lemmon Survey   |
| 263363 | 2008 CM157             | 9 de febrer de 2008  | Catalina             | CSS                 |
| 263364 | 2008 CO157             | 9 de febrer de 2008  | Catalina             | CSS                 |
| 263365 | 2008 CW158             | 9 de febrer de 2008  | Kitt Peak            | Spacewatch          |
| 263366 | 2008 CY158             | 9 de febrer de 2008  | Kitt Peak            | Spacewatch          |
| 263367 | 2008 CZ158             | 9 de febrer de 2008  | Catalina             | CSS                 |
| 263368 | 2008 CE160             | 9 de febrer de 2008  | Kitt Peak            | Spacewatch          |
| 263369 | 2008 CQ163             | 10 de febrer de 2008 | Catalina             | CSS                 |
| 263370 | 2008 CT163             | 10 de febrer de 2008 | Catalina             | CSS                 |
| 263371 | 2008 CE166             | 10 de febrer de 2008 | Kitt Peak            | Spacewatch          |
| 263372 | 2008 CM166             | 10 de febrer de 2008 | Kitt Peak            | Spacewatch          |
| 263373 | 2008 CG168             | 11 de febrer de 2008 | Mount Lemmon         | Mt. Lemmon Survey   |
| 263374 | 2008 CN172             | 13 de febrer de 2008 | Kitt Peak            | Spacewatch          |
| 263375 | 2008 CH175             | 6 de febrer de 2008  | Socorro              | LINEAR              |
| 263376 | 2008 CB179             | 6 de febrer de 2008  | Catalina             | CSS                 |
| 263377 | 2008 CR180             | 9 de febrer de 2008  | Catalina             | CSS                 |
| 263378 | 2008 CL181             | 13 de febrer de 2008 | Catalina             | CSS                 |
| 263379 | 2008 CN181             | 13 de febrer de 2008 | Anderson Mesa        | LONEOS              |
| 263380 | 2008 CN184             | 9 de febrer de 2008  | Kitt Peak            | Spacewatch          |
| 263381 | 2008 CD188             | 3 de febrer de 2008  | Catalina             | CSS                 |
| 263382 | 2008 CM192             | 3 de febrer de 2008  | Catalina             | CSS                 |
| 263383 | 2008 CR194             | 12 de febrer de 2008 | Kitt Peak            | Spacewatch          |
| 263384 | 2008 CF198             | 11 de febrer de 2008 | Mount Lemmon         | Mt. Lemmon Survey   |
| 263385 | 2008 CH200             | 11 de febrer de 2008 | Mount Lemmon         | Mt. Lemmon Survey   |
| 263386 | 2008 CW203             | 13 de febrer de 2008 | Kitt Peak            | Spacewatch          |
| 263387 | 2008 CM204             | 8 de febrer de 2008  | Mount Lemmon         | Mt. Lemmon Survey   |
| 263388 | 2008 CA205             | 1 de febrer de 2008  | Kitt Peak            | Spacewatch          |
| 263389 | 2008 CR210             | 2 de febrer de 2008  | Kitt Peak            | Spacewatch          |
| 263390 | 2008 CP215             | 13 de febrer de 2008 | Mount Lemmon         | Mt. Lemmon Survey   |
| 263391 | 2008 DA                | 16 de febrer de 2008 | Taunus               | E. Schwab, R. Kling |
| 263392 | 2008 DH1               | 24 de febrer de 2008 | Kitt Peak            | Spacewatch          |
| 263393 | 2008 DX4               | 28 de febrer de 2008 | Bisei SG Center      | BATTeRS             |
| 263394 | 2008 DY6               | 24 de febrer de 2008 | Kitt Peak            | Spacewatch          |
| 263395 | 2008 DL7               | 24 de febrer de 2008 | Mount Lemmon         | Mt. Lemmon Survey   |
| 263396 | 2008 DS10              | 26 de febrer de 2008 | Kitt Peak            | Spacewatch          |
| 263397 | 2008 DF13              | 26 de febrer de 2008 | Mount Lemmon         | Mt. Lemmon Survey   |
| 263398 | 2008 DA15              | 26 de febrer de 2008 | Mount Lemmon         | Mt. Lemmon Survey   |
| 263399 | 2008 DO16              | 27 de febrer de 2008 | Mount Lemmon         | Mt. Lemmon Survey   |
| 263400 | 2008 DR16              | 27 de febrer de 2008 | Kitt Peak            | Spacewatch          |

## 263401-263500
| Nom    | Designació provisional | Data de descobriment   | Lloc de descobriment | Descobridor/s          |
| ------ | ---------------------- | ---------------------- | -------------------- | ---------------------- |
| 263401 | 2008 DE17              | 26 de febrer de 2008   | Socorro              | LINEAR                 |
| 263402 | 2008 DO18              | 26 de febrer de 2008   | Mount Lemmon         | Mt. Lemmon Survey      |
| 263403 | 2008 DD24              | 27 de febrer de 2008   | Catalina             | CSS                    |
| 263404 | 2008 DT25              | 29 de febrer de 2008   | Purple Mountain      | PMO NEO Survey Program |
| 263405 | 2008 DE26              | 29 de febrer de 2008   | Purple Mountain      | PMO NEO Survey Program |
| 263406 | 2008 DM26              | 26 de febrer de 2008   | Kitt Peak            | Spacewatch             |
| 263407 | 2008 DQ26              | 28 de febrer de 2008   | Kitt Peak            | Spacewatch             |
| 263408 | 2008 DY26              | 28 de febrer de 2008   | Kitt Peak            | Spacewatch             |
| 263409 | 2008 DO34              | 27 de febrer de 2008   | Catalina             | CSS                    |
| 263410 | 2008 DY35              | 27 de febrer de 2008   | Mount Lemmon         | Mt. Lemmon Survey      |
| 263411 | 2008 DO36              | 27 de febrer de 2008   | Mount Lemmon         | Mt. Lemmon Survey      |
| 263412 | 2008 DR37              | 27 de febrer de 2008   | Mount Lemmon         | Mt. Lemmon Survey      |
| 263413 | 2008 DM38              | 27 de febrer de 2008   | Kitt Peak            | Spacewatch             |
| 263414 | 2008 DE42              | 28 de febrer de 2008   | Kitt Peak            | Spacewatch             |
| 263415 | 2008 DB44              | 28 de febrer de 2008   | Mount Lemmon         | Mt. Lemmon Survey      |
| 263416 | 2008 DT44              | 28 de febrer de 2008   | Mount Lemmon         | Mt. Lemmon Survey      |
| 263417 | 2008 DN45              | 28 de febrer de 2008   | Kitt Peak            | Spacewatch             |
| 263418 | 2008 DS45              | 28 de febrer de 2008   | Kitt Peak            | Spacewatch             |
| 263419 | 2008 DE47              | 28 de febrer de 2008   | Kitt Peak            | Spacewatch             |
| 263420 | 2008 DL47              | 28 de febrer de 2008   | Kitt Peak            | Spacewatch             |
| 263421 | 2008 DC49              | 29 de febrer de 2008   | Catalina             | CSS                    |
| 263422 | 2008 DK50              | 29 de febrer de 2008   | Kitt Peak            | Spacewatch             |
| 263423 | 2008 DO52              | 29 de febrer de 2008   | Mount Lemmon         | Mt. Lemmon Survey      |
| 263424 | 2008 DV54              | 28 de febrer de 2008   | Catalina             | CSS                    |
| 263425 | 2008 DB57              | 27 de febrer de 2008   | Catalina             | CSS                    |
| 263426 | 2008 DN65              | 28 de febrer de 2008   | Catalina             | CSS                    |
| 263427 | 2008 DQ65              | 28 de febrer de 2008   | Kitt Peak            | Spacewatch             |
| 263428 | 2008 DD67              | 29 de febrer de 2008   | Kitt Peak            | Spacewatch             |
| 263429 | 2008 DO67              | 29 de febrer de 2008   | Kitt Peak            | Spacewatch             |
| 263430 | 2008 DH68              | 29 de febrer de 2008   | Kitt Peak            | Spacewatch             |
| 263431 | 2008 DY68              | 29 de febrer de 2008   | Kitt Peak            | Spacewatch             |
| 263432 | 2008 DA69              | 29 de febrer de 2008   | Kitt Peak            | Spacewatch             |
| 263433 | 2008 DB69              | 29 de febrer de 2008   | Kitt Peak            | Spacewatch             |
| 263434 | 2008 DK70              | 27 de febrer de 2008   | Catalina             | CSS                    |
| 263435 | 2008 DP70              | 27 de febrer de 2008   | Catalina             | CSS                    |
| 263436 | 2008 DB74              | 27 de febrer de 2008   | Mount Lemmon         | Mt. Lemmon Survey      |
| 263437 | 2008 DW75              | 28 de febrer de 2008   | Mount Lemmon         | Mt. Lemmon Survey      |
| 263438 | 2008 DO78              | 28 de febrer de 2008   | Mount Lemmon         | Mt. Lemmon Survey      |
| 263439 | 2008 DW78              | 28 de febrer de 2008   | Purple Mountain      | PMO NEO Survey Program |
| 263440 | 2008 DF79              | 29 de febrer de 2008   | Purple Mountain      | PMO NEO Survey Program |
| 263441 | 2008 DP79              | 29 de febrer de 2008   | Catalina             | CSS                    |
| 263442 | 2008 DE83              | 28 de febrer de 2008   | Kitt Peak            | Spacewatch             |
| 263443 | 2008 DR83              | 26 de febrer de 2008   | Mount Lemmon         | Mt. Lemmon Survey      |
| 263444 | 2008 DY86              | 26 de febrer de 2008   | Kitt Peak            | Spacewatch             |
| 263445 | 2008 DZ86              | 26 de febrer de 2008   | Kitt Peak            | Spacewatch             |
| 263446 | 2008 DK88              | 18 de febrer de 2008   | Mount Lemmon         | Mt. Lemmon Survey      |
| 263447 | 2008 EA1               | 1 de març de 2008      | Kachina              | J. Hobart              |
| 263448 | 2008 EG1               | 3 de març de 2008      | Dauban               | F. Kugel               |
| 263449 | 2008 EY1               | 1 de març de 2008      | Kitt Peak            | Spacewatch             |
| 263450 | 2008 ET2               | 1 de març de 2008      | Mount Lemmon         | Mt. Lemmon Survey      |
| 263451 | 2008 EL4               | 2 de març de 2008      | Catalina             | CSS                    |
| 263452 | 2008 EE6               | 2 de març de 2008      | Mount Lemmon         | Mt. Lemmon Survey      |
| 263453 | 2008 EZ6               | 4 de març de 2008      | Mayhill              | A. Lowe                |
| 263454 | 2008 EA12              | 1 de març de 2008      | Kitt Peak            | Spacewatch             |
| 263455 | 2008 ER14              | 1 de març de 2008      | Kitt Peak            | Spacewatch             |
| 263456 | 2008 ER15              | 1 de març de 2008      | Kitt Peak            | Spacewatch             |
| 263457 | 2008 EX16              | 1 de març de 2008      | Kitt Peak            | Spacewatch             |
| 263458 | 2008 EG17              | 1 de març de 2008      | Kitt Peak            | Spacewatch             |
| 263459 | 2008 EL22              | 2 de març de 2008      | Purple Mountain      | PMO NEO Survey Program |
| 263460 | 2008 EM22              | 2 de març de 2008      | Purple Mountain      | PMO NEO Survey Program |
| 263461 | 2008 EK29              | 4 de març de 2008      | Mount Lemmon         | Mt. Lemmon Survey      |
| 263462 | 2008 EO34              | 2 de març de 2008      | Kitt Peak            | Spacewatch             |
| 263463 | 2008 EP34              | 2 de març de 2008      | Catalina             | CSS                    |
| 263464 | 2008 ET35              | 3 de març de 2008      | Kitt Peak            | Spacewatch             |
| 263465 | 2008 EL42              | 4 de març de 2008      | Kitt Peak            | Spacewatch             |
| 263466 | 2008 EF43              | 4 de març de 2008      | Mount Lemmon         | Mt. Lemmon Survey      |
| 263467 | 2008 EM48              | 5 de març de 2008      | Kitt Peak            | Spacewatch             |
| 263468 | 2008 EG53              | 6 de març de 2008      | Mount Lemmon         | Mt. Lemmon Survey      |
| 263469 | 2008 EX57              | 7 de març de 2008      | Mount Lemmon         | Mt. Lemmon Survey      |
| 263470 | 2008 EX59              | 8 de març de 2008      | Catalina             | CSS                    |
| 263471 | 2008 ET66              | 23 de setembre de 2005 | Catalina             | CSS                    |
| 263472 | 2008 ES67              | 9 de març de 2008      | Mount Lemmon         | Mt. Lemmon Survey      |
| 263473 | 2008 EZ67              | 9 de març de 2008      | Mount Lemmon         | Mt. Lemmon Survey      |
| 263474 | 2008 EL71              | 6 de març de 2008      | Mount Lemmon         | Mt. Lemmon Survey      |
| 263475 | 2008 EK73              | 7 de març de 2008      | Catalina             | CSS                    |
| 263476 | 2008 EZ75              | 7 de març de 2008      | Kitt Peak            | Spacewatch             |
| 263477 | 2008 EH77              | 7 de març de 2008      | Kitt Peak            | Spacewatch             |
| 263478 | 2008 EM77              | 7 de març de 2008      | Kitt Peak            | Spacewatch             |
| 263479 | 2008 EF78              | 7 de març de 2008      | Kitt Peak            | Spacewatch             |
| 263480 | 2008 EP79              | 8 de març de 2008      | Catalina             | CSS                    |
| 263481 | 2008 EF80              | 9 de març de 2008      | Kitt Peak            | Spacewatch             |
| 263482 | 2008 EJ80              | 9 de març de 2008      | Kitt Peak            | Spacewatch             |
| 263483 | 2008 EC83              | 8 de març de 2008      | Socorro              | LINEAR                 |
| 263484 | 2008 EJ83              | 9 de març de 2008      | Socorro              | LINEAR                 |
| 263485 | 2008 ER84              | 11 de març de 2008     | Bisei SG Center      | BATTeRS                |
| 263486 | 2008 EY86              | 7 de març de 2008      | Kitt Peak            | Spacewatch             |
| 263487 | 2008 EV87              | 10 de març de 2008     | Mount Lemmon         | Mt. Lemmon Survey      |
| 263488 | 2008 EE89              | 8 de març de 2008      | Socorro              | LINEAR                 |
| 263489 | 2008 EJ89              | 8 de març de 2008      | Socorro              | LINEAR                 |
| 263490 | 2008 EK92              | 3 de març de 2008      | Catalina             | CSS                    |
| 263491 | 2008 EY93              | 3 de març de 2008      | Mount Lemmon         | Mt. Lemmon Survey      |
| 263492 | 2008 EY94              | 5 de març de 2008      | Mount Lemmon         | Mt. Lemmon Survey      |
| 263493 | 2008 EX96              | 7 de març de 2008      | Mount Lemmon         | Mt. Lemmon Survey      |
| 263494 | 2008 EP100             | 3 de març de 2008      | Lulin                | LUSS                   |
| 263495 | 2008 EV100             | 9 de març de 2008      | Kitt Peak            | Spacewatch             |
| 263496 | 2008 EY103             | 5 de març de 2008      | Kitt Peak            | Spacewatch             |
| 263497 | 2008 EW105             | 6 de març de 2008      | Mount Lemmon         | Mt. Lemmon Survey      |
| 263498 | 2008 EY106             | 6 de març de 2008      | Mount Lemmon         | Mt. Lemmon Survey      |
| 263499 | 2008 ET116             | 8 de març de 2008      | Kitt Peak            | Spacewatch             |
| 263500 | 2008 EV118             | 9 de març de 2008      | Mount Lemmon         | Mt. Lemmon Survey      |

## 263501-263600
| Nom             | Designació provisional | Data de descobriment | Lloc de descobriment | Descobridor/s          |
| --------------- | ---------------------- | -------------------- | -------------------- | ---------------------- |
| 263501          | 2008 EG120             | 9 de març de 2008    | Kitt Peak            | Spacewatch             |
| 263502          | 2008 EX120             | 9 de març de 2008    | Kitt Peak            | Spacewatch             |
| 263503          | 2008 EP121             | 9 de març de 2008    | Kitt Peak            | Spacewatch             |
| 263504          | 2008 EP122             | 9 de març de 2008    | Kitt Peak            | Spacewatch             |
| 263505          | 2008 EC123             | 9 de març de 2008    | Kitt Peak            | Spacewatch             |
| 263506          | 2008 EF126             | 10 de març de 2008   | Kitt Peak            | Spacewatch             |
| 263507          | 2008 EG126             | 10 de març de 2008   | Kitt Peak            | Spacewatch             |
| 263508          | 2008 EV126             | 10 de març de 2008   | Catalina             | CSS                    |
| 263509          | 2008 EF129             | 11 de març de 2008   | Kitt Peak            | Spacewatch             |
| 263510          | 2008 EG135             | 11 de març de 2008   | Kitt Peak            | Spacewatch             |
| 263511          | 2008 EE136             | 11 de març de 2008   | Kitt Peak            | Spacewatch             |
| 263512          | 2008 EP139             | 11 de març de 2008   | Kitt Peak            | Spacewatch             |
| 263513          | 2008 ER141             | 12 de març de 2008   | Mount Lemmon         | Mt. Lemmon Survey      |
| 263514          | 2008 EM143             | 14 de març de 2008   | Catalina             | CSS                    |
| 263515          | 2008 EB144             | 8 de març de 2008    | Kitt Peak            | Spacewatch             |
| 263516 Alexescu | 2008 EW144             | 13 de març de 2008   | La Silla             | EURONEAR               |
| 263517          | 2008 ES147             | 1 de març de 2008    | Kitt Peak            | Spacewatch             |
| 263518          | 2008 EA149             | 2 de març de 2008    | Kitt Peak            | Spacewatch             |
| 263519          | 2008 EC149             | 2 de març de 2008    | Purple Mountain      | PMO NEO Survey Program |
| 263520          | 2008 EO149             | 4 de març de 2008    | Kitt Peak            | Spacewatch             |
| 263521          | 2008 EQ149             | 4 de març de 2008    | Purple Mountain      | PMO NEO Survey Program |
| 263522          | 2008 EN153             | 12 de març de 2008   | Kitt Peak            | Spacewatch             |
| 263523          | 2008 ET153             | 13 de març de 2008   | Catalina             | CSS                    |
| 263524          | 2008 EZ153             | 15 de març de 2008   | Kitt Peak            | Spacewatch             |
| 263525          | 2008 EG157             | 15 de març de 2008   | Mount Lemmon         | Mt. Lemmon Survey      |
| 263526          | 2008 ET157             | 2 de març de 2008    | Kitt Peak            | Spacewatch             |
| 263527          | 2008 EK158             | 10 de març de 2008   | Kitt Peak            | Spacewatch             |
| 263528          | 2008 EZ159             | 5 de març de 2008    | Kitt Peak            | Spacewatch             |
| 263529          | 2008 EM163             | 13 de març de 2008   | Catalina             | CSS                    |
| 263530          | 2008 ED166             | 5 de març de 2008    | Kitt Peak            | Spacewatch             |
| 263531          | 2008 FM1               | 25 de març de 2008   | Kitt Peak            | Spacewatch             |
| 263532          | 2008 FY2               | 25 de març de 2008   | Kitt Peak            | Spacewatch             |
| 263533          | 2008 FZ2               | 25 de març de 2008   | Kitt Peak            | Spacewatch             |
| 263534          | 2008 FT3               | 25 de març de 2008   | Kitt Peak            | Spacewatch             |
| 263535          | 2008 FN7               | 30 de març de 2008   | Modra                | S. Gajdos, J. Vilagi   |
| 263536          | 2008 FU7               | 25 de març de 2008   | Kitt Peak            | Spacewatch             |
| 263537          | 2008 FK8               | 25 de març de 2008   | Kitt Peak            | Spacewatch             |
| 263538          | 2008 FS14              | 26 de març de 2008   | Mount Lemmon         | Mt. Lemmon Survey      |
| 263539          | 2008 FN16              | 27 de març de 2008   | Mount Lemmon         | Mt. Lemmon Survey      |
| 263540          | 2008 FA17              | 27 de març de 2008   | Kitt Peak            | Spacewatch             |
| 263541          | 2008 FR20              | 27 de març de 2008   | Kitt Peak            | Spacewatch             |
| 263542          | 2008 FJ27              | 27 de març de 2008   | Kitt Peak            | Spacewatch             |
| 263543          | 2008 FA28              | 27 de març de 2008   | Kitt Peak            | Spacewatch             |
| 263544          | 2008 FE28              | 27 de març de 2008   | Lulin                | LUSS                   |
| 263545          | 2008 FE29              | 28 de març de 2008   | Kitt Peak            | Spacewatch             |
| 263546          | 2008 FJ31              | 28 de març de 2008   | Mount Lemmon         | Mt. Lemmon Survey      |
| 263547          | 2008 FQ35              | 28 de març de 2008   | Mount Lemmon         | Mt. Lemmon Survey      |
| 263548          | 2008 FM41              | 28 de març de 2008   | Mount Lemmon         | Mt. Lemmon Survey      |
| 263549          | 2008 FV41              | 28 de març de 2008   | Mount Lemmon         | Mt. Lemmon Survey      |
| 263550          | 2008 FR48              | 28 de març de 2008   | Mount Lemmon         | Mt. Lemmon Survey      |
| 263551          | 2008 FF50              | 28 de març de 2008   | Mount Lemmon         | Mt. Lemmon Survey      |
| 263552          | 2008 FR50              | 28 de març de 2008   | Kitt Peak            | Spacewatch             |
| 263553          | 2008 FB54              | 28 de març de 2008   | Mount Lemmon         | Mt. Lemmon Survey      |
| 263554          | 2008 FH55              | 28 de març de 2008   | Mount Lemmon         | Mt. Lemmon Survey      |
| 263555          | 2008 FM57              | 28 de març de 2008   | Mount Lemmon         | Mt. Lemmon Survey      |
| 263556          | 2008 FU57              | 28 de març de 2008   | Kitt Peak            | Spacewatch             |
| 263557          | 2008 FP59              | 29 de març de 2008   | Kitt Peak            | Spacewatch             |
| 263558          | 2008 FW60              | 29 de març de 2008   | Mount Lemmon         | Mt. Lemmon Survey      |
| 263559          | 2008 FZ60              | 29 de març de 2008   | Mount Lemmon         | Mt. Lemmon Survey      |
| 263560          | 2008 FJ61              | 30 de març de 2008   | Catalina             | CSS                    |
| 263561          | 2008 FX67              | 28 de març de 2008   | Kitt Peak            | Spacewatch             |
| 263562          | 2008 FY67              | 28 de març de 2008   | Mount Lemmon         | Mt. Lemmon Survey      |
| 263563          | 2008 FL68              | 28 de març de 2008   | Mount Lemmon         | Mt. Lemmon Survey      |
| 263564          | 2008 FS69              | 28 de març de 2008   | Kitt Peak            | Spacewatch             |
| 263565          | 2008 FB70              | 28 de març de 2008   | Kitt Peak            | Spacewatch             |
| 263566          | 2008 FQ70              | 28 de març de 2008   | Kitt Peak            | Spacewatch             |
| 263567          | 2008 FU70              | 29 de març de 2008   | Catalina             | CSS                    |
| 263568          | 2008 FH71              | 29 de març de 2008   | Catalina             | CSS                    |
| 263569          | 2008 FO71              | 30 de març de 2008   | Kitt Peak            | Spacewatch             |
| 263570          | 2008 FV75              | 29 de març de 2008   | Catalina             | CSS                    |
| 263571          | 2008 FZ75              | 30 de març de 2008   | Socorro              | LINEAR                 |
| 263572          | 2008 FL77              | 27 de març de 2008   | Mount Lemmon         | Mt. Lemmon Survey      |
| 263573          | 2008 FX77              | 27 de març de 2008   | Mount Lemmon         | Mt. Lemmon Survey      |
| 263574          | 2008 FV79              | 27 de març de 2008   | Mount Lemmon         | Mt. Lemmon Survey      |
| 263575          | 2008 FR82              | 28 de març de 2008   | Kitt Peak            | Spacewatch             |
| 263576          | 2008 FT82              | 28 de març de 2008   | Mount Lemmon         | Mt. Lemmon Survey      |
| 263577          | 2008 FG83              | 28 de març de 2008   | Kitt Peak            | Spacewatch             |
| 263578          | 2008 FB84              | 28 de març de 2008   | Kitt Peak            | Spacewatch             |
| 263579          | 2008 FR88              | 28 de març de 2008   | Mount Lemmon         | Mt. Lemmon Survey      |
| 263580          | 2008 FC90              | 29 de març de 2008   | Mount Lemmon         | Mt. Lemmon Survey      |
| 263581          | 2008 FN90              | 29 de març de 2008   | Mount Lemmon         | Mt. Lemmon Survey      |
| 263582          | 2008 FE92              | 29 de març de 2008   | Mount Lemmon         | Mt. Lemmon Survey      |
| 263583          | 2008 FK93              | 29 de març de 2008   | Mount Lemmon         | Mt. Lemmon Survey      |
| 263584          | 2008 FZ96              | 29 de març de 2008   | Kitt Peak            | Spacewatch             |
| 263585          | 2008 FX98              | 30 de març de 2008   | Kitt Peak            | Spacewatch             |
| 263586          | 2008 FS104             | 30 de març de 2008   | Kitt Peak            | Spacewatch             |
| 263587          | 2008 FF105             | 31 de març de 2008   | Kitt Peak            | Spacewatch             |
| 263588          | 2008 FH107             | 31 de març de 2008   | Kitt Peak            | Spacewatch             |
| 263589          | 2008 FY107             | 31 de març de 2008   | Kitt Peak            | Spacewatch             |
| 263590          | 2008 FY110             | 31 de març de 2008   | Kitt Peak            | Spacewatch             |
| 263591          | 2008 FT112             | 31 de març de 2008   | Kitt Peak            | Spacewatch             |
| 263592          | 2008 FJ115             | 31 de març de 2008   | Mount Lemmon         | Mt. Lemmon Survey      |
| 263593          | 2008 FM115             | 31 de març de 2008   | Mount Lemmon         | Mt. Lemmon Survey      |
| 263594          | 2008 FR115             | 31 de març de 2008   | Mount Lemmon         | Mt. Lemmon Survey      |
| 263595          | 2008 FR117             | 31 de març de 2008   | Kitt Peak            | Spacewatch             |
| 263596          | 2008 FC121             | 31 de març de 2008   | Mount Lemmon         | Mt. Lemmon Survey      |
| 263597          | 2008 FF124             | 29 de març de 2008   | Kitt Peak            | Spacewatch             |
| 263598          | 2008 FX124             | 30 de març de 2008   | Kitt Peak            | Spacewatch             |
| 263599          | 2008 FE125             | 30 de març de 2008   | Kitt Peak            | Spacewatch             |
| 263600          | 2008 FO125             | 31 de març de 2008   | Kitt Peak            | Spacewatch             |

## 263601-263700
| Nom         | Designació provisional | Data de descobriment | Lloc de descobriment | Descobridor/s     |
| ----------- | ---------------------- | -------------------- | -------------------- | ----------------- |
| 263601      | 2008 FS129             | 31 de març de 2008   | Kitt Peak            | Spacewatch        |
| 263602      | 2008 FW130             | 31 de març de 2008   | Kitt Peak            | Spacewatch        |
| 263603      | 2008 FX130             | 31 de març de 2008   | Catalina             | CSS               |
| 263604      | 2008 FN131             | 29 de març de 2008   | Catalina             | CSS               |
| 263605      | 2008 FP132             | 28 de març de 2008   | Mount Lemmon         | Mt. Lemmon Survey |
| 263606      | 2008 FS133             | 28 de març de 2008   | Mount Lemmon         | Mt. Lemmon Survey |
| 263607      | 2008 FN135             | 31 de març de 2008   | Mount Lemmon         | Mt. Lemmon Survey |
| 263608      | 2008 FP135             | 31 de març de 2008   | Mount Lemmon         | Mt. Lemmon Survey |
| 263609      | 2008 FO136             | 28 de març de 2008   | Kitt Peak            | Spacewatch        |
| 263610      | 2008 FP136             | 28 de març de 2008   | Mount Lemmon         | Mt. Lemmon Survey |
| 263611      | 2008 FY136             | 29 de març de 2008   | Catalina             | CSS               |
| 263612      | 2008 GJ1               | 3 d'abril de 2008    | La Sagra             | La Sagra          |
| 263613 Enol | 2008 GM1               | 3 d'abril de 2008    | La Canada            | J. Lacruz         |
| 263614      | 2008 GH3               | 1 d'abril de 2008    | Goodricke-Pigott     | R. A. Tucker      |
| 263615      | 2008 GA5               | 1 d'abril de 2008    | Kitt Peak            | Spacewatch        |
| 263616      | 2008 GD11              | 1 d'abril de 2008    | Kitt Peak            | Spacewatch        |
| 263617      | 2008 GG14              | 3 d'abril de 2008    | Mount Lemmon         | Mt. Lemmon Survey |
| 263618      | 2008 GR14              | 3 d'abril de 2008    | Kitt Peak            | Spacewatch        |
| 263619      | 2008 GR23              | 1 d'abril de 2008    | Mount Lemmon         | Mt. Lemmon Survey |
| 263620      | 2008 GJ24              | 1 d'abril de 2008    | Mount Lemmon         | Mt. Lemmon Survey |
| 263621      | 2008 GE34              | 3 d'abril de 2008    | Mount Lemmon         | Mt. Lemmon Survey |
| 263622      | 2008 GS36              | 3 d'abril de 2008    | Kitt Peak            | Spacewatch        |
| 263623      | 2008 GH39              | 3 d'abril de 2008    | Kitt Peak            | Spacewatch        |
| 263624      | 2008 GV41              | 4 d'abril de 2008    | Kitt Peak            | Spacewatch        |
| 263625      | 2008 GM42              | 4 d'abril de 2008    | Kitt Peak            | Spacewatch        |
| 263626      | 2008 GS42              | 4 d'abril de 2008    | Kitt Peak            | Spacewatch        |
| 263627      | 2008 GF47              | 4 d'abril de 2008    | Kitt Peak            | Spacewatch        |
| 263628      | 2008 GK48              | 5 d'abril de 2008    | Kitt Peak            | Spacewatch        |
| 263629      | 2008 GN49              | 5 d'abril de 2008    | Kitt Peak            | Spacewatch        |
| 263630      | 2008 GU58              | 5 d'abril de 2008    | Mount Lemmon         | Mt. Lemmon Survey |
| 263631      | 2008 GF59              | 5 d'abril de 2008    | Mount Lemmon         | Mt. Lemmon Survey |
| 263632      | 2008 GW59              | 5 d'abril de 2008    | Catalina             | CSS               |
| 263633      | 2008 GQ60              | 5 d'abril de 2008    | Catalina             | CSS               |
| 263634      | 2008 GY60              | 5 d'abril de 2008    | Catalina             | CSS               |
| 263635      | 2008 GM66              | 6 d'abril de 2008    | Kitt Peak            | Spacewatch        |
| 263636      | 2008 GH67              | 6 d'abril de 2008    | Kitt Peak            | Spacewatch        |
| 263637      | 2008 GC70              | 6 d'abril de 2008    | Mount Lemmon         | Mt. Lemmon Survey |
| 263638      | 2008 GN70              | 6 d'abril de 2008    | Mount Lemmon         | Mt. Lemmon Survey |
| 263639      | 2008 GF73              | 7 d'abril de 2008    | Mount Lemmon         | Mt. Lemmon Survey |
| 263640      | 2008 GC77              | 7 d'abril de 2008    | Kitt Peak            | Spacewatch        |
| 263641      | 2008 GX77              | 7 d'abril de 2008    | Kitt Peak            | Spacewatch        |
| 263642      | 2008 GN78              | 7 d'abril de 2008    | Kitt Peak            | Spacewatch        |
| 263643      | 2008 GX78              | 7 d'abril de 2008    | Kitt Peak            | Spacewatch        |
| 263644      | 2008 GW79              | 7 d'abril de 2008    | Kitt Peak            | Spacewatch        |
| 263645      | 2008 GD83              | 8 d'abril de 2008    | Kitt Peak            | Spacewatch        |
| 263646      | 2008 GH85              | 8 d'abril de 2008    | Mount Lemmon         | Mt. Lemmon Survey |
| 263647      | 2008 GK86              | 9 d'abril de 2008    | Kitt Peak            | Spacewatch        |
| 263648      | 2008 GN86              | 9 d'abril de 2008    | Kitt Peak            | Spacewatch        |
| 263649      | 2008 GD88              | 6 d'abril de 2008    | Kitt Peak            | Spacewatch        |
| 263650      | 2008 GE89              | 6 d'abril de 2008    | Kitt Peak            | Spacewatch        |
| 263651      | 2008 GU89              | 6 d'abril de 2008    | Mount Lemmon         | Mt. Lemmon Survey |
| 263652      | 2008 GT90              | 6 d'abril de 2008    | Mount Lemmon         | Mt. Lemmon Survey |
| 263653      | 2008 GT95              | 8 d'abril de 2008    | Kitt Peak            | Spacewatch        |
| 263654      | 2008 GR96              | 8 d'abril de 2008    | Kitt Peak            | Spacewatch        |
| 263655      | 2008 GR99              | 9 d'abril de 2008    | Kitt Peak            | Spacewatch        |
| 263656      | 2008 GS100             | 9 d'abril de 2008    | Kitt Peak            | Spacewatch        |
| 263657      | 2008 GY101             | 10 d'abril de 2008   | Kitt Peak            | Spacewatch        |
| 263658      | 2008 GD102             | 10 d'abril de 2008   | Kitt Peak            | Spacewatch        |
| 263659      | 2008 GL102             | 10 d'abril de 2008   | Kitt Peak            | Spacewatch        |
| 263660      | 2008 GJ103             | 11 d'abril de 2008   | Kitt Peak            | Spacewatch        |
| 263661      | 2008 GS103             | 11 d'abril de 2008   | Kitt Peak            | Spacewatch        |
| 263662      | 2008 GZ104             | 11 d'abril de 2008   | Kitt Peak            | Spacewatch        |
| 263663      | 2008 GJ109             | 13 d'abril de 2008   | Mount Lemmon         | Mt. Lemmon Survey |
| 263664      | 2008 GW109             | 13 d'abril de 2008   | Calvin-Rehoboth      | Calvin College    |
| 263665      | 2008 GU110             | 3 d'abril de 2008    | Catalina             | CSS               |
| 263666      | 2008 GW112             | 13 d'abril de 2008   | Catalina             | CSS               |
| 263667      | 2008 GP113             | 9 d'abril de 2008    | Kitt Peak            | Spacewatch        |
| 263668      | 2008 GT113             | 9 d'abril de 2008    | Kitt Peak            | Spacewatch        |
| 263669      | 2008 GU113             | 9 d'abril de 2008    | Kitt Peak            | Spacewatch        |
| 263670      | 2008 GQ114             | 11 d'abril de 2008   | Catalina             | CSS               |
| 263671      | 2008 GW114             | 11 d'abril de 2008   | Kitt Peak            | Spacewatch        |
| 263672      | 2008 GO119             | 11 d'abril de 2008   | Kitt Peak            | Spacewatch        |
| 263673      | 2008 GX119             | 12 d'abril de 2008   | Kitt Peak            | Spacewatch        |
| 263674      | 2008 GG120             | 12 d'abril de 2008   | Catalina             | CSS               |
| 263675      | 2008 GH121             | 13 d'abril de 2008   | Kitt Peak            | Spacewatch        |
| 263676      | 2008 GT121             | 13 d'abril de 2008   | Kitt Peak            | Spacewatch        |
| 263677      | 2008 GF122             | 13 d'abril de 2008   | Kitt Peak            | Spacewatch        |
| 263678      | 2008 GS122             | 13 d'abril de 2008   | Kitt Peak            | Spacewatch        |
| 263679      | 2008 GM127             | 14 d'abril de 2008   | Mount Lemmon         | Mt. Lemmon Survey |
| 263680      | 2008 GZ129             | 4 d'abril de 2008    | Mount Lemmon         | Mt. Lemmon Survey |
| 263681      | 2008 GG130             | 5 d'abril de 2008    | Catalina             | CSS               |
| 263682      | 2008 GO131             | 1 d'abril de 2008    | Kitt Peak            | Spacewatch        |
| 263683      | 2008 GQ131             | 3 d'abril de 2008    | Kitt Peak            | Spacewatch        |
| 263684      | 2008 GS131             | 6 d'abril de 2008    | Catalina             | CSS               |
| 263685      | 2008 GC132             | 7 d'abril de 2008    | Kitt Peak            | Spacewatch        |
| 263686      | 2008 GK132             | 13 d'abril de 2008   | Mount Lemmon         | Mt. Lemmon Survey |
| 263687      | 2008 GN133             | 3 d'abril de 2008    | Mount Lemmon         | Mt. Lemmon Survey |
| 263688      | 2008 GQ133             | 1 d'abril de 2008    | Mount Lemmon         | Mt. Lemmon Survey |
| 263689      | 2008 GZ133             | 5 d'abril de 2008    | Kitt Peak            | Spacewatch        |
| 263690      | 2008 GQ136             | 4 d'abril de 2008    | Kitt Peak            | Spacewatch        |
| 263691      | 2008 GX137             | 9 d'abril de 2008    | Kitt Peak            | Spacewatch        |
| 263692      | 2008 GC142             | 14 d'abril de 2008   | Mount Lemmon         | Mt. Lemmon Survey |
| 263693      | 2008 GZ143             | 1 d'abril de 2008    | Kitt Peak            | Spacewatch        |
| 263694      | 2008 HN4               | 29 d'abril de 2008   | La Sagra             | La Sagra          |
| 263695      | 2008 HW6               | 24 d'abril de 2008   | Mount Lemmon         | Mt. Lemmon Survey |
| 263696      | 2008 HJ8               | 24 d'abril de 2008   | Kitt Peak            | Spacewatch        |
| 263697      | 2008 HE9               | 24 d'abril de 2008   | Kitt Peak            | Spacewatch        |
| 263698      | 2008 HO11              | 24 d'abril de 2008   | Kitt Peak            | Spacewatch        |
| 263699      | 2008 HV11              | 24 d'abril de 2008   | Kitt Peak            | Spacewatch        |
| 263700      | 2008 HR13              | 25 d'abril de 2008   | Kitt Peak            | Spacewatch        |

## 263701-263800
| Nom    | Designació provisional | Data de descobriment  | Lloc de descobriment | Descobridor/s        |
| ------ | ---------------------- | --------------------- | -------------------- | -------------------- |
| 263701 | 2008 HF14              | 25 d'abril de 2008    | Kitt Peak            | Spacewatch           |
| 263702 | 2008 HA18              | 26 d'abril de 2008    | Kitt Peak            | Spacewatch           |
| 263703 | 2008 HX18              | 26 d'abril de 2008    | Mount Lemmon         | Mt. Lemmon Survey    |
| 263704 | 2008 HZ25              | 27 d'abril de 2008    | Kitt Peak            | Spacewatch           |
| 263705 | 2008 HL26              | 27 d'abril de 2008    | Mount Lemmon         | Mt. Lemmon Survey    |
| 263706 | 2008 HC29              | 28 d'abril de 2008    | Kitt Peak            | Spacewatch           |
| 263707 | 2008 HV30              | 29 d'abril de 2008    | Mount Lemmon         | Mt. Lemmon Survey    |
| 263708 | 2008 HD32              | 29 d'abril de 2008    | Mount Lemmon         | Mt. Lemmon Survey    |
| 263709 | 2008 HX33              | 27 d'abril de 2008    | Kitt Peak            | Spacewatch           |
| 263710 | 2008 HZ33              | 27 d'abril de 2008    | Kitt Peak            | Spacewatch           |
| 263711 | 2008 HQ34              | 27 d'abril de 2008    | Kitt Peak            | Spacewatch           |
| 263712 | 2008 HC36              | 29 d'abril de 2008    | Mount Lemmon         | Mt. Lemmon Survey    |
| 263713 | 2008 HK36              | 30 d'abril de 2008    | Mount Lemmon         | Mt. Lemmon Survey    |
| 263714 | 2008 HR37              | 30 d'abril de 2008    | La Sagra             | La Sagra             |
| 263715 | 2008 HB41              | 26 d'abril de 2008    | Mount Lemmon         | Mt. Lemmon Survey    |
| 263716 | 2008 HW41              | 26 d'abril de 2008    | Mount Lemmon         | Mt. Lemmon Survey    |
| 263717 | 2008 HY41              | 26 d'abril de 2008    | Mount Lemmon         | Mt. Lemmon Survey    |
| 263718 | 2008 HE44              | 27 d'abril de 2008    | Mount Lemmon         | Mt. Lemmon Survey    |
| 263719 | 2008 HA46              | 28 d'abril de 2008    | Kitt Peak            | Spacewatch           |
| 263720 | 2008 HS47              | 28 d'abril de 2008    | Kitt Peak            | Spacewatch           |
| 263721 | 2008 HO49              | 29 d'abril de 2008    | Mount Lemmon         | Mt. Lemmon Survey    |
| 263722 | 2008 HH50              | 29 d'abril de 2008    | Kitt Peak            | Spacewatch           |
| 263723 | 2008 HP50              | 29 d'abril de 2008    | Kitt Peak            | Spacewatch           |
| 263724 | 2008 HS50              | 29 d'abril de 2008    | Kitt Peak            | Spacewatch           |
| 263725 | 2008 HN51              | 15 d'octubre de 1999  | Socorro              | LINEAR               |
| 263726 | 2008 HR51              | 29 d'abril de 2008    | Kitt Peak            | Spacewatch           |
| 263727 | 2008 HZ52              | 29 d'abril de 2008    | Mount Lemmon         | Mt. Lemmon Survey    |
| 263728 | 2008 HA54              | 29 d'abril de 2008    | Kitt Peak            | Spacewatch           |
| 263729 | 2008 HT54              | 29 d'abril de 2008    | Kitt Peak            | Spacewatch           |
| 263730 | 2008 HQ56              | 30 d'abril de 2008    | Kitt Peak            | Spacewatch           |
| 263731 | 2008 HT59              | 30 d'abril de 2008    | Mount Lemmon         | Mt. Lemmon Survey    |
| 263732 | 2008 HL60              | 28 d'abril de 2008    | Mount Lemmon         | Mt. Lemmon Survey    |
| 263733 | 2008 HR66              | 28 d'abril de 2008    | Catalina             | CSS                  |
| 263734 | 2008 HD69              | 27 d'abril de 2008    | Mount Lemmon         | Mt. Lemmon Survey    |
| 263735 | 2008 JQ3               | 1 de maig de 2008     | Kitt Peak            | Spacewatch           |
| 263736 | 2008 JT3               | 1 de maig de 2008     | Kitt Peak            | Spacewatch           |
| 263737 | 2008 JJ4               | 1 de maig de 2008     | Kitt Peak            | Spacewatch           |
| 263738 | 2008 JO5               | 3 de maig de 2008     | Mount Lemmon         | Mt. Lemmon Survey    |
| 263739 | 2008 JO9               | 3 de maig de 2008     | Kitt Peak            | Spacewatch           |
| 263740 | 2008 JW14              | 6 de maig de 2008     | Dauban               | F. Kugel             |
| 263741 | 2008 JY14              | 6 de maig de 2008     | Dauban               | F. Kugel             |
| 263742 | 2008 JF18              | 4 de maig de 2008     | Kitt Peak            | Spacewatch           |
| 263743 | 2008 JE20              | 8 de maig de 2008     | Kachina              | J. Hobart            |
| 263744 | 2008 JX21              | 5 de maig de 2008     | Mount Lemmon         | Mt. Lemmon Survey    |
| 263745 | 2008 JG22              | 6 de maig de 2008     | Siding Spring        | Siding Spring Survey |
| 263746 | 2008 JE23              | 7 de maig de 2008     | Kitt Peak            | Spacewatch           |
| 263747 | 2008 JS25              | 8 de maig de 2008     | Kitt Peak            | Spacewatch           |
| 263748 | 2008 JB26              | 11 de maig de 2008    | Catalina             | CSS                  |
| 263749 | 2008 JF26              | 8 de maig de 2008     | Socorro              | LINEAR               |
| 263750 | 2008 JQ28              | 8 de maig de 2008     | Kitt Peak            | Spacewatch           |
| 263751 | 2008 JT28              | 8 de maig de 2008     | Kitt Peak            | Spacewatch           |
| 263752 | 2008 JS30              | 11 de maig de 2008    | Kitt Peak            | Spacewatch           |
| 263753 | 2008 JM34              | 15 de maig de 2008    | Kitt Peak            | Spacewatch           |
| 263754 | 2008 JS34              | 15 de maig de 2008    | Kitt Peak            | Spacewatch           |
| 263755 | 2008 JC39              | 3 de maig de 2008     | Kitt Peak            | Spacewatch           |
| 263756 | 2008 JQ39              | 14 de maig de 2008    | Mount Lemmon         | Mt. Lemmon Survey    |
| 263757 | 2008 KD                | 26 de maig de 2008    | Kachina              | J. Hobart            |
| 263758 | 2008 KE5               | 27 de maig de 2008    | Kitt Peak            | Spacewatch           |
| 263759 | 2008 KT6               | 26 de maig de 2008    | Mount Lemmon         | Mt. Lemmon Survey    |
| 263760 | 2008 KF9               | 27 de maig de 2008    | Kitt Peak            | Spacewatch           |
| 263761 | 2008 KT9               | 27 de maig de 2008    | Kitt Peak            | Spacewatch           |
| 263762 | 2008 KH11              | 29 de maig de 2008    | Mount Lemmon         | Mt. Lemmon Survey    |
| 263763 | 2008 KV11              | 28 de maig de 2008    | Calvin-Rehoboth      | Calvin College       |
| 263764 | 2008 KE12              | 26 de maig de 2008    | Mount Lemmon         | Mt. Lemmon Survey    |
| 263765 | 2008 KQ14              | 27 de maig de 2008    | Kitt Peak            | Spacewatch           |
| 263766 | 2008 KZ15              | 27 de maig de 2008    | Kitt Peak            | Spacewatch           |
| 263767 | 2008 KP16              | 27 de maig de 2008    | Kitt Peak            | Spacewatch           |
| 263768 | 2008 KR16              | 27 de maig de 2008    | Kitt Peak            | Spacewatch           |
| 263769 | 2008 KN25              | 29 de maig de 2008    | Mount Lemmon         | Mt. Lemmon Survey    |
| 263770 | 2008 KP28              | 31 de maig de 2008    | Mount Lemmon         | Mt. Lemmon Survey    |
| 263771 | 2008 KY28              | 27 de maig de 2008    | Mount Lemmon         | Mt. Lemmon Survey    |
| 263772 | 2008 KE34              | 30 de maig de 2008    | Mount Lemmon         | Mt. Lemmon Survey    |
| 263773 | 2008 KW36              | 29 de maig de 2008    | Kitt Peak            | Spacewatch           |
| 263774 | 2008 KS37              | 30 de maig de 2008    | Kitt Peak            | Spacewatch           |
| 263775 | 2008 KK40              | 29 de maig de 2008    | Grove Creek          | F. Tozzi             |
| 263776 | 2008 LZ                | 1 de juny de 2008     | Kitt Peak            | Spacewatch           |
| 263777 | 2008 LN2               | 1 de juny de 2008     | Kitt Peak            | Spacewatch           |
| 263778 | 2008 LP2               | 1 de juny de 2008     | Kitt Peak            | Spacewatch           |
| 263779 | 2008 LB3               | 1 de juny de 2008     | Mount Lemmon         | Mt. Lemmon Survey    |
| 263780 | 2008 LN4               | 3 de juny de 2008     | Kitt Peak            | Spacewatch           |
| 263781 | 2008 LT5               | 3 de juny de 2008     | Mount Lemmon         | Mt. Lemmon Survey    |
| 263782 | 2008 LH6               | 3 de juny de 2008     | Kitt Peak            | Spacewatch           |
| 263783 | 2008 LE9               | 3 de juny de 2008     | Kitt Peak            | Spacewatch           |
| 263784 | 2008 LS10              | 6 de juny de 2008     | Kitt Peak            | Spacewatch           |
| 263785 | 2008 LB11              | 6 de juny de 2008     | Kitt Peak            | Spacewatch           |
| 263786 | 2008 LS13              | 7 de juny de 2008     | Kitt Peak            | Spacewatch           |
| 263787 | 2008 LJ16              | 11 de juny de 2008    | Kitt Peak            | Spacewatch           |
| 263788 | 2008 MG4               | 30 de juny de 2008    | Kitt Peak            | Spacewatch           |
| 263789 | 2008 MA5               | 27 de juny de 2008    | Cerro Burek          | Cerro Burek          |
| 263790 | 2008 PG22              | 10 d'agost de 2008    | Crni Vrh             | Crni Vrh             |
| 263791 | 2008 QY3               | 23 d'agost de 2008    | Socorro              | LINEAR               |
| 263792 | 2008 QX5               | 25 d'agost de 2008    | La Sagra             | La Sagra             |
| 263793 | 2008 QE37              | 21 d'agost de 2008    | Kitt Peak            | Spacewatch           |
| 263794 | 2008 QQ37              | 21 d'agost de 2008    | Kitt Peak            | Spacewatch           |
| 263795 | 2008 QP41              | 21 d'agost de 2008    | Kitt Peak            | Spacewatch           |
| 263796 | 2008 QP42              | 24 d'agost de 2008    | Kitt Peak            | Spacewatch           |
| 263797 | 2008 RK2               | 2 de setembre de 2008 | Kitt Peak            | Spacewatch           |
| 263798 | 2008 RE5               | 2 de setembre de 2008 | Kitt Peak            | Spacewatch           |
| 263799 | 2008 RA10              | 3 de setembre de 2008 | Kitt Peak            | Spacewatch           |
| 263800 | 2008 RQ16              | 4 de setembre de 2008 | Kitt Peak            | Spacewatch           |

## 263801-263900
| Nom               | Designació provisional | Data de descobriment   | Lloc de descobriment | Descobridor/s          |
| ----------------- | ---------------------- | ---------------------- | -------------------- | ---------------------- |
| 263801            | 2008 RU16              | 4 de setembre de 2008  | Kitt Peak            | Spacewatch             |
| 263802            | 2008 RG19              | 4 de setembre de 2008  | Kitt Peak            | Spacewatch             |
| 263803            | 2008 RK27              | 8 de setembre de 2008  | Dauban               | F. Kugel               |
| 263804            | 2008 RD31              | 2 de setembre de 2008  | Kitt Peak            | Spacewatch             |
| 263805            | 2008 RP31              | 2 de setembre de 2008  | Kitt Peak            | Spacewatch             |
| 263806            | 2008 RW37              | 25 d'abril de 2003     | Kitt Peak            | Spacewatch             |
| 263807            | 2008 RJ45              | 2 de setembre de 2008  | Kitt Peak            | Spacewatch             |
| 263808            | 2008 RQ54              | 3 de setembre de 2008  | Kitt Peak            | Spacewatch             |
| 263809            | 2008 RU55              | 3 de setembre de 2008  | Kitt Peak            | Spacewatch             |
| 263810            | 2008 RD56              | 3 de setembre de 2008  | Kitt Peak            | Spacewatch             |
| 263811            | 2008 RV99              | 2 de setembre de 2008  | Kitt Peak            | Spacewatch             |
| 263812            | 2008 RW121             | 3 de setembre de 2008  | Kitt Peak            | Spacewatch             |
| 263813            | 2008 RD122             | 3 de setembre de 2008  | Kitt Peak            | Spacewatch             |
| 263814            | 2008 RS122             | 4 de setembre de 2008  | Kitt Peak            | Spacewatch             |
| 263815            | 2008 RH125             | 7 de setembre de 2008  | Mount Lemmon         | Mt. Lemmon Survey      |
| 263816            | 2008 RV125             | 9 de setembre de 2008  | Mount Lemmon         | Mt. Lemmon Survey      |
| 263817            | 2008 RJ126             | 2 de setembre de 2008  | Kitt Peak            | Spacewatch             |
| 263818            | 2008 RX126             | 5 de setembre de 2008  | Kitt Peak            | Spacewatch             |
| 263819            | 2008 RR128             | 10 de setembre de 2008 | Kitt Peak            | Spacewatch             |
| 263820            | 2008 RF140             | 8 de setembre de 2008  | Bergisch Gladbac     | W. Bickel              |
| 263821            | 2008 SX41              | 20 de setembre de 2008 | Mount Lemmon         | Mt. Lemmon Survey      |
| 263822            | 2008 SO49              | 20 de setembre de 2008 | Mount Lemmon         | Mt. Lemmon Survey      |
| 263823            | 2008 SD78              | 23 de setembre de 2008 | Mount Lemmon         | Mt. Lemmon Survey      |
| 263824            | 2008 SP155             | 23 de setembre de 2008 | Socorro              | LINEAR                 |
| 263825            | 2008 SM172             | 22 de setembre de 2008 | Mount Lemmon         | Mt. Lemmon Survey      |
| 263826            | 2008 SA180             | 24 de setembre de 2008 | Kitt Peak            | Spacewatch             |
| 263827            | 2008 SR190             | 25 de setembre de 2008 | Mount Lemmon         | Mt. Lemmon Survey      |
| 263828            | 2008 SG191             | 25 de setembre de 2008 | Mount Lemmon         | Mt. Lemmon Survey      |
| 263829            | 2008 SL222             | 25 de setembre de 2008 | Mount Lemmon         | Mt. Lemmon Survey      |
| 263830            | 2008 SK227             | 28 de setembre de 2008 | Mount Lemmon         | Mt. Lemmon Survey      |
| 263831            | 2008 SR254             | 22 de setembre de 2008 | Catalina             | CSS                    |
| 263832            | 2008 SU279             | 24 de setembre de 2008 | Mount Lemmon         | Mt. Lemmon Survey      |
| 263833            | 2008 TJ53              | 2 d'octubre de 2008    | Mount Lemmon         | Mt. Lemmon Survey      |
| 263834            | 2008 TS54              | 2 d'octubre de 2008    | Kitt Peak            | Spacewatch             |
| 263835            | 2008 TA62              | 2 d'octubre de 2008    | Catalina             | CSS                    |
| 263836            | 2008 TU100             | 6 d'octubre de 2008    | Kitt Peak            | Spacewatch             |
| 263837            | 2008 TJ130             | 8 d'octubre de 2008    | Mount Lemmon         | Mt. Lemmon Survey      |
| 263838            | 2008 US21              | 19 d'octubre de 2008   | Kitt Peak            | Spacewatch             |
| 263839            | 2008 WM2               | 20 de novembre de 2008 | Catalina             | CSS                    |
| 263840            | 2008 WG61              | 24 de novembre de 2008 | Kitt Peak            | Spacewatch             |
| 263841            | 2008 XM30              | 1 de desembre de 2008  | Kitt Peak            | Spacewatch             |
| 263842            | 2008 YS158             | 30 de desembre de 2008 | Mount Lemmon         | Mt. Lemmon Survey      |
| 263843            | 2008 YT160             | 31 de desembre de 2008 | Kitt Peak            | Spacewatch             |
| 63844 Johnfarrell | 2009 BV7               | 21 de gener de 2009    | Kachina              | J. Hobart              |
| 263845            | 2009 BM10              | 21 de gener de 2009    | Socorro              | LINEAR                 |
| 263846            | 2009 BP13              | 25 de gener de 2009    | Socorro              | LINEAR                 |
| 263847            | 2009 BS30              | 16 de gener de 2009    | Kitt Peak            | Spacewatch             |
| 263848            | 2009 BF44              | 16 de gener de 2009    | Kitt Peak            | Spacewatch             |
| 263849            | 2009 BL83              | 31 de gener de 2009    | Uccle                | T. Pauwels, E. W. Elst |
| 263850            | 2009 BO84              | 25 de gener de 2009    | Kitt Peak            | Spacewatch             |
| 263851            | 2009 BT112             | 31 de gener de 2009    | Mount Lemmon         | Mt. Lemmon Survey      |
| 263852            | 2009 BV121             | 31 de gener de 2009    | Kitt Peak            | Spacewatch             |
| 263853            | 2009 BC124             | 31 de gener de 2009    | Kitt Peak            | Spacewatch             |
| 263854            | 2009 BP126             | 29 de gener de 2009    | Kitt Peak            | Spacewatch             |
| 263855            | 2009 BS145             | 30 de gener de 2009    | Kitt Peak            | Spacewatch             |
| 263856            | 2009 BX146             | 30 de gener de 2009    | Mount Lemmon         | Mt. Lemmon Survey      |
| 263857            | 2009 BF149             | 31 de gener de 2009    | Kitt Peak            | Spacewatch             |
| 263858            | 2009 BJ171             | 17 de gener de 2009    | Kitt Peak            | Spacewatch             |
| 263859            | 2009 BX178             | 30 de gener de 2009    | Mount Lemmon         | Mt. Lemmon Survey      |
| 263860            | 2009 CD11              | 1 de febrer de 2009    | Mount Lemmon         | Mt. Lemmon Survey      |
| 263861            | 2009 CN30              | 1 de febrer de 2009    | Kitt Peak            | Spacewatch             |
| 263862            | 2009 DQ2               | 17 de febrer de 2009   | Dauban               | F. Kugel               |
| 263863            | 2009 DV3               | 18 de febrer de 2009   | Socorro              | LINEAR                 |
| 263864            | 2009 DD16              | 17 de febrer de 2009   | La Sagra             | La Sagra               |
| 263865            | 2009 DY23              | 20 de febrer de 2009   | Catalina             | CSS                    |
| 263866            | 2009 DF33              | 20 de febrer de 2009   | Kitt Peak            | Spacewatch             |
| 263867            | 2009 DN33              | 20 de febrer de 2009   | Kitt Peak            | Spacewatch             |
| 263868            | 2009 DN40              | 16 de febrer de 2009   | Catalina             | CSS                    |
| 263869            | 2009 DY41              | 19 de febrer de 2009   | La Sagra             | La Sagra               |
| 263870            | 2009 DE45              | 21 de febrer de 2009   | Socorro              | LINEAR                 |
| 263871            | 2009 DP47              | 28 de febrer de 2009   | Socorro              | LINEAR                 |
| 263872            | 2009 DA50              | 19 de febrer de 2009   | Kitt Peak            | Spacewatch             |
| 263873            | 2009 DT75              | 21 de febrer de 2009   | Mount Lemmon         | Mt. Lemmon Survey      |
| 263874            | 2009 DQ96              | 24 de febrer de 2009   | Kitt Peak            | Spacewatch             |
| 263875            | 2009 DD105             | 26 de febrer de 2009   | Kitt Peak            | Spacewatch             |
| 263876            | 2009 DB125             | 19 de febrer de 2009   | Kitt Peak            | Spacewatch             |
| 263877            | 2009 DO125             | 19 de febrer de 2009   | Kitt Peak            | Spacewatch             |
| 263878            | 2009 DX138             | 22 de febrer de 2009   | Siding Spring        | Siding Spring Survey   |
| 263879            | 2009 DG139             | 27 de febrer de 2009   | Kitt Peak            | Spacewatch             |
| 263880            | 2009 EW5               | 1 de març de 2009      | Kitt Peak            | Spacewatch             |
| 263881            | 2009 ES10              | 1 de març de 2009      | Kitt Peak            | Spacewatch             |
| 263882            | 2009 EW20              | 15 de març de 2009     | Kitt Peak            | Spacewatch             |
| 263883            | 2009 EJ23              | 8 de març de 2009      | Mount Lemmon         | Mt. Lemmon Survey      |
| 263884            | 2009 EC26              | 8 de març de 2009      | Mount Lemmon         | Mt. Lemmon Survey      |
| 263885            | 2009 EZ26              | 15 de març de 2009     | Kitt Peak            | Spacewatch             |
| 263886            | 2009 EU27              | 2 de març de 2009      | Kitt Peak            | Spacewatch             |
| 263887            | 2009 FU                | 16 de març de 2009     | La Sagra             | La Sagra               |
| 263888            | 2009 FT1               | 17 de març de 2009     | La Sagra             | La Sagra               |
| 263889            | 2009 FB3               | 17 de març de 2009     | Mayhill              | A. Lowe                |
| 263890            | 2009 FX13              | 16 de març de 2009     | Dauban               | F. Kugel               |
| 263891            | 2009 FY13              | 17 de març de 2009     | Dauban               | F. Kugel               |
| 263892            | 2009 FZ13              | 17 de març de 2009     | Dauban               | F. Kugel               |
| 263893            | 2009 FD14              | 18 de març de 2009     | La Sagra             | La Sagra               |
| 263894            | 2009 FF17              | 16 de març de 2009     | La Sagra             | La Sagra               |
| 263895            | 2009 FK18              | 19 de març de 2009     | La Sagra             | La Sagra               |
| 263896            | 2009 FU18              | 20 de març de 2009     | La Sagra             | La Sagra               |
| 263897            | 2009 FO19              | 21 de març de 2009     | Dauban               | F. Kugel               |
| 263898            | 2009 FM21              | 19 de març de 2009     | Socorro              | LINEAR                 |
| 263899            | 2009 FR22              | 19 de març de 2009     | Kitt Peak            | Spacewatch             |
| 263900            | 2009 FY23              | 16 de març de 2009     | La Sagra             | La Sagra               |

## 263901-264000
| Nom           | Designació provisional | Data de descobriment | Lloc de descobriment | Descobridor/s             |
| ------------- | ---------------------- | -------------------- | -------------------- | ------------------------- |
| 263901        | 2009 FF25              | 23 de març de 2009   | La Sagra             | La Sagra                  |
| 263902        | 2009 FS34              | 24 de març de 2009   | Mount Lemmon         | Mt. Lemmon Survey         |
| 263903        | 2009 FQ35              | 22 de març de 2009   | Mount Lemmon         | Mt. Lemmon Survey         |
| 263904        | 2009 FA37              | 23 de març de 2009   | Purple Mountain      | PMO NEO Survey Program    |
| 263905        | 2009 FC38              | 25 de març de 2009   | Mount Lemmon         | Mt. Lemmon Survey         |
| 263906        | 2009 FS44              | 21 de març de 2009   | Lulin                | LUSS                      |
| 263907        | 2009 FP46              | 27 de març de 2009   | Kitt Peak            | Spacewatch                |
| 263908        | 2009 FV46              | 27 de març de 2009   | Kitt Peak            | Spacewatch                |
| 263909        | 2009 FC48              | 30 de març de 2009   | Hibiscus             | N. Teamo                  |
| 263910        | 2009 FZ51              | 28 de març de 2009   | Mount Lemmon         | Mt. Lemmon Survey         |
| 263911        | 2009 FS61              | 17 de març de 2009   | Kitt Peak            | Spacewatch                |
| 263912        | 2009 FA64              | 29 de març de 2009   | Kitt Peak            | Spacewatch                |
| 263913        | 2009 FL64              | 31 de març de 2009   | Mount Lemmon         | Mt. Lemmon Survey         |
| 263914        | 2009 FZ65              | 19 de març de 2009   | Kitt Peak            | Spacewatch                |
| 263915        | 2009 FU66              | 24 de març de 2009   | Kitt Peak            | Spacewatch                |
| 263916        | 2009 FW67              | 24 de març de 2009   | Kitt Peak            | Spacewatch                |
| 263917        | 2009 FL69              | 17 de març de 2009   | Kitt Peak            | Spacewatch                |
| 263918        | 2009 FV69              | 18 de març de 2009   | Kitt Peak            | Spacewatch                |
| 263919        | 2009 FL72              | 18 de març de 2009   | Catalina             | CSS                       |
| 263920        | 2009 FH75              | 18 de març de 2009   | Kitt Peak            | Spacewatch                |
| 263921        | 2009 GN3               | 15 d'abril de 2009   | Socorro              | LINEAR                    |
| 263922        | 2009 HQ                | 16 d'abril de 2009   | Catalina             | CSS                       |
| 263923        | 2009 HR1               | 17 d'abril de 2009   | Catalina             | CSS                       |
| 263924        | 2009 HT5               | 17 d'abril de 2009   | Kitt Peak            | Spacewatch                |
| 263925        | 2009 HW18              | 19 d'abril de 2009   | Kitt Peak            | Spacewatch                |
| 263926        | 2009 HE20              | 17 d'abril de 2009   | Catalina             | CSS                       |
| 263927        | 2009 HD28              | 18 d'abril de 2009   | Kitt Peak            | Spacewatch                |
| 263928        | 2009 HP36              | 20 d'abril de 2009   | La Sagra             | La Sagra                  |
| 263929        | 2009 HK37              | 17 d'abril de 2009   | Catalina             | CSS                       |
| 263930        | 2009 HA42              | 20 d'abril de 2009   | Kitt Peak            | Spacewatch                |
| 263931        | 2009 HO42              | 20 d'abril de 2009   | Kitt Peak            | Spacewatch                |
| 263932 Speyer | 2009 HY44              | 22 d'abril de 2009   | Tzec Maun            | E. Schwab                 |
| 263933        | 2009 HM45              | 21 d'abril de 2009   | La Sagra             | La Sagra                  |
| 263934        | 2009 HF48              | 19 d'abril de 2009   | Kitt Peak            | Spacewatch                |
| 263935        | 2009 HG53              | 19 d'abril de 2009   | Mount Lemmon         | Mt. Lemmon Survey         |
| 263936        | 2009 HW53              | 20 d'abril de 2009   | Kitt Peak            | Spacewatch                |
| 263937        | 2009 HP54              | 20 d'abril de 2009   | Kitt Peak            | Spacewatch                |
| 263938        | 2009 HR54              | 20 d'abril de 2009   | Kitt Peak            | Spacewatch                |
| 263939        | 2009 HR57              | 23 d'abril de 2009   | Marly                | P. Kocher                 |
| 263940        | 2009 HN58              | 20 d'abril de 2009   | Zelenchukskaya S     | T. V. Kryachko            |
| 263941        | 2009 HK65              | 23 d'abril de 2009   | Kitt Peak            | Spacewatch                |
| 263942        | 2009 HZ69              | 22 d'abril de 2009   | Mount Lemmon         | Mt. Lemmon Survey         |
| 263943        | 2009 HY74              | 27 d'abril de 2009   | Mount Lemmon         | Mt. Lemmon Survey         |
| 263944        | 2009 HD80              | 28 d'abril de 2009   | Catalina             | CSS                       |
| 263945        | 2009 HK80              | 28 d'abril de 2009   | Catalina             | CSS                       |
| 263946        | 2009 HZ86              | 30 d'abril de 2009   | Mount Lemmon         | Mt. Lemmon Survey         |
| 263947        | 2009 HL88              | 24 d'abril de 2009   | La Sagra             | La Sagra                  |
| 263948        | 2009 HV88              | 23 d'abril de 2009   | La Sagra             | La Sagra                  |
| 263949        | 2009 HQ89              | 30 d'abril de 2009   | La Sagra             | La Sagra                  |
| 263950        | 2009 HB94              | 28 d'abril de 2009   | Cerro Burek          | Cerro Burek               |
| 263951        | 2009 HJ94              | 27 d'abril de 2009   | Moletai              | K. Cernis, J. Zdanavicius |
| 263952        | 2009 HA102             | 19 d'abril de 2009   | Kitt Peak            | Spacewatch                |
| 263953        | 2009 HB102             | 19 d'abril de 2009   | Kitt Peak            | Spacewatch                |
| 263954        | 2009 HD102             | 20 d'abril de 2009   | Kitt Peak            | Spacewatch                |
| 263955        | 2009 HO102             | 23 d'abril de 2009   | Kitt Peak            | Spacewatch                |
| 263956        | 2009 HG103             | 18 d'abril de 2009   | Kitt Peak            | Spacewatch                |
| 263957        | 2009 HK103             | 18 d'abril de 2009   | Mount Lemmon         | Mt. Lemmon Survey         |
| 263958        | 2009 HU104             | 19 d'abril de 2009   | Kitt Peak            | Spacewatch                |
| 263959        | 2009 JJ                | 2 de maig de 2009    | La Sagra             | La Sagra                  |
| 263960        | 2009 JO                | 3 de maig de 2009    | La Sagra             | La Sagra                  |
| 263961        | 2009 JR1               | 2 de maig de 2009    | Purple Mountain      | PMO NEO Survey Program    |
| 263962        | 2009 JA4               | 13 de maig de 2009   | Kitt Peak            | Spacewatch                |
| 263963        | 2009 JL4               | 1 de maig de 2009    | Cerro Burek          | Cerro Burek               |
| 263964        | 2009 JU6               | 13 de maig de 2009   | Mount Lemmon         | Mt. Lemmon Survey         |
| 263965        | 2009 JP7               | 13 de maig de 2009   | Kitt Peak            | Spacewatch                |
| 263966        | 2009 JK8               | 13 de maig de 2009   | Kitt Peak            | Spacewatch                |
| 263967        | 2009 JU8               | 13 de maig de 2009   | Kitt Peak            | Spacewatch                |
| 263968        | 2009 JF12              | 15 de maig de 2009   | Kitt Peak            | Spacewatch                |
| 263969        | 2009 JD13              | 2 de maig de 2009    | La Sagra             | La Sagra                  |
| 263970        | 2009 JQ17              | 1 de maig de 2009    | Mount Lemmon         | Mt. Lemmon Survey         |
| 263971        | 2009 KB1               | 17 de maig de 2009   | Dauban               | F. Kugel                  |
| 263972        | 2009 KC1               | 17 de maig de 2009   | Dauban               | F. Kugel                  |
| 263973        | 2009 KL1               | 18 de maig de 2009   | La Sagra             | La Sagra                  |
| 263974        | 2009 KG2               | 19 de maig de 2009   | La Sagra             | La Sagra                  |
| 263975        | 2009 KY2               | 24 de maig de 2009   | Skylive              | F. Tozzi                  |
| 263976        | 2009 KD5               | 26 de maig de 2009   | La Sagra             | La Sagra                  |
| 263977        | 2009 KH7               | 26 de maig de 2009   | La Sagra             | La Sagra                  |
| 263978        | 2009 KY7               | 18 de maig de 2009   | La Sagra             | La Sagra                  |
| 263979        | 2009 KE8               | 28 de maig de 2009   | La Sagra             | La Sagra                  |
| 263980        | 2009 KV10              | 25 de maig de 2009   | Kitt Peak            | Spacewatch                |
| 263981        | 2009 KX16              | 26 de maig de 2009   | Kitt Peak            | Spacewatch                |
| 263982        | 2009 KR17              | 26 de maig de 2009   | Kitt Peak            | Spacewatch                |
| 263983        | 2009 KD22              | 17 de maig de 2009   | Mount Lemmon         | Mt. Lemmon Survey         |
| 263984        | 2009 KP22              | 16 de maig de 2009   | Mount Lemmon         | Mt. Lemmon Survey         |
| 263985        | 2009 KX22              | 26 de maig de 2009   | Catalina             | CSS                       |
| 263986        | 2009 KO25              | 28 de maig de 2009   | Mount Lemmon         | Mt. Lemmon Survey         |
| 263987        | 2009 KR28              | 30 de maig de 2009   | Mount Lemmon         | Mt. Lemmon Survey         |
| 263988        | 2009 LJ1               | 12 de juny de 2009   | Kitt Peak            | Spacewatch                |
| 263989        | 2009 LP1               | 12 de juny de 2009   | Bergisch Gladbac     | W. Bickel                 |
| 263990        | 2009 LX4               | 14 de juny de 2009   | Kitt Peak            | Spacewatch                |
| 263991        | 2009 MZ                | 21 de juny de 2009   | Skylive              | F. Tozzi                  |
| 263992        | 2009 ME5               | 21 de juny de 2009   | Kitt Peak            | Spacewatch                |
| 263993        | 2009 MT8               | 27 de juny de 2009   | La Sagra             | La Sagra                  |
| 263994        | 2009 MJ9               | 23 de juny de 2009   | Mount Lemmon         | Mt. Lemmon Survey         |
| 263995        | 2009 MV9               | 23 de juny de 2009   | Mount Lemmon         | Mt. Lemmon Survey         |
| 263996        | 2009 NW                | 15 de juliol de 2009 | La Sagra             | La Sagra                  |
| 263997        | 2009 OK2               | 18 de juliol de 2009 | La Sagra             | La Sagra                  |
| 263998        | 2009 OZ3               | 17 de juliol de 2009 | La Sagra             | La Sagra                  |
| 263999        | 2009 OL4               | 19 de juliol de 2009 | La Sagra             | La Sagra                  |
| 264000        | 2009 OB6               | 19 de juliol de 2009 | La Sagra             | La Sagra                  |